# Liste von Persönlichkeiten der Stadt Florenz
Diese Liste enthält in Florenz geborene Persönlichkeiten sowie solche, die in Florenz gewirkt haben, dabei jedoch andernorts geboren wurden. Die Liste erhebt keinen Anspruch auf Vollständigkeit.

## In Florenz geborene Persönlichkeiten

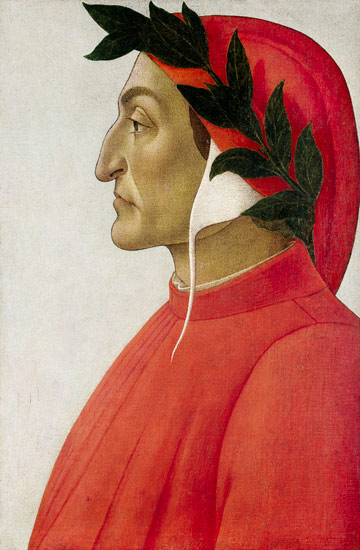
Dante Alighieri

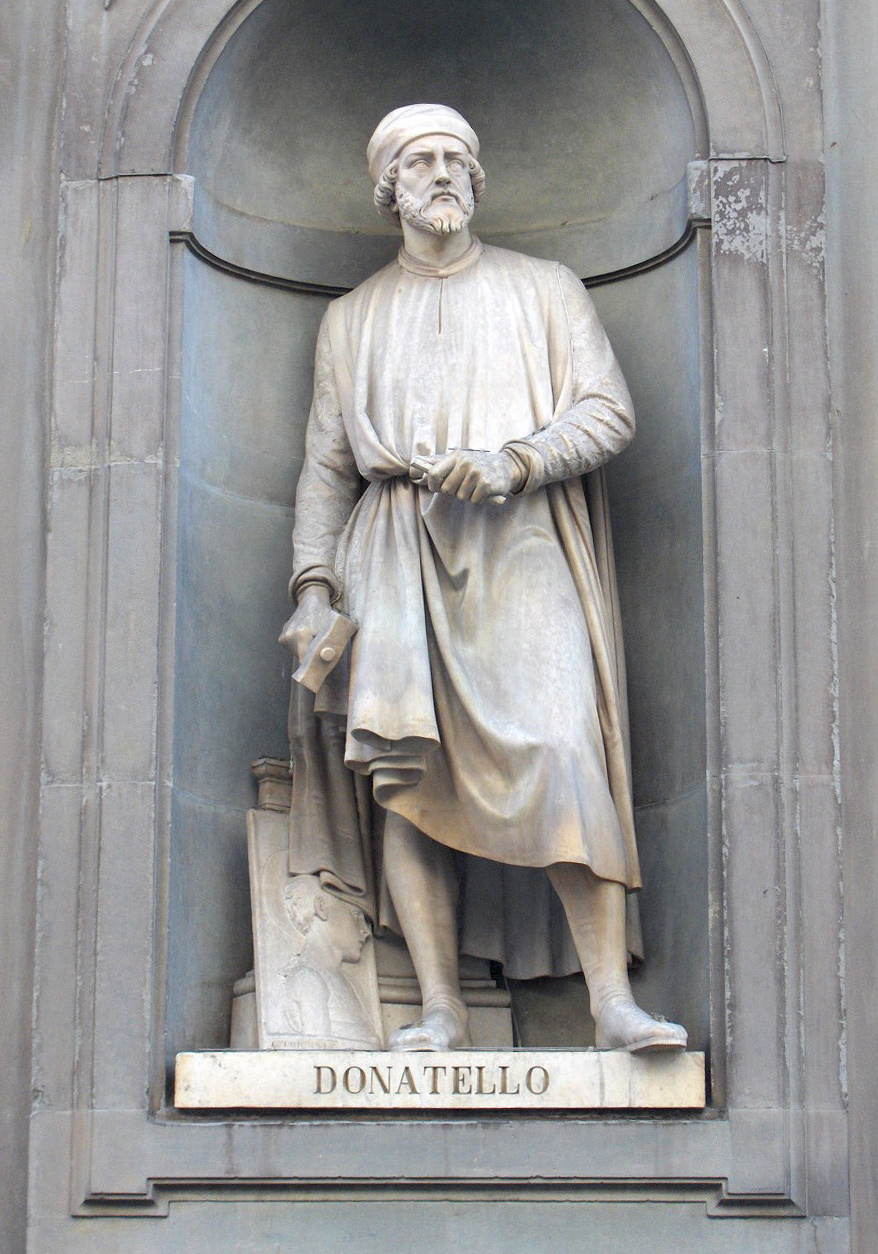
Donatello

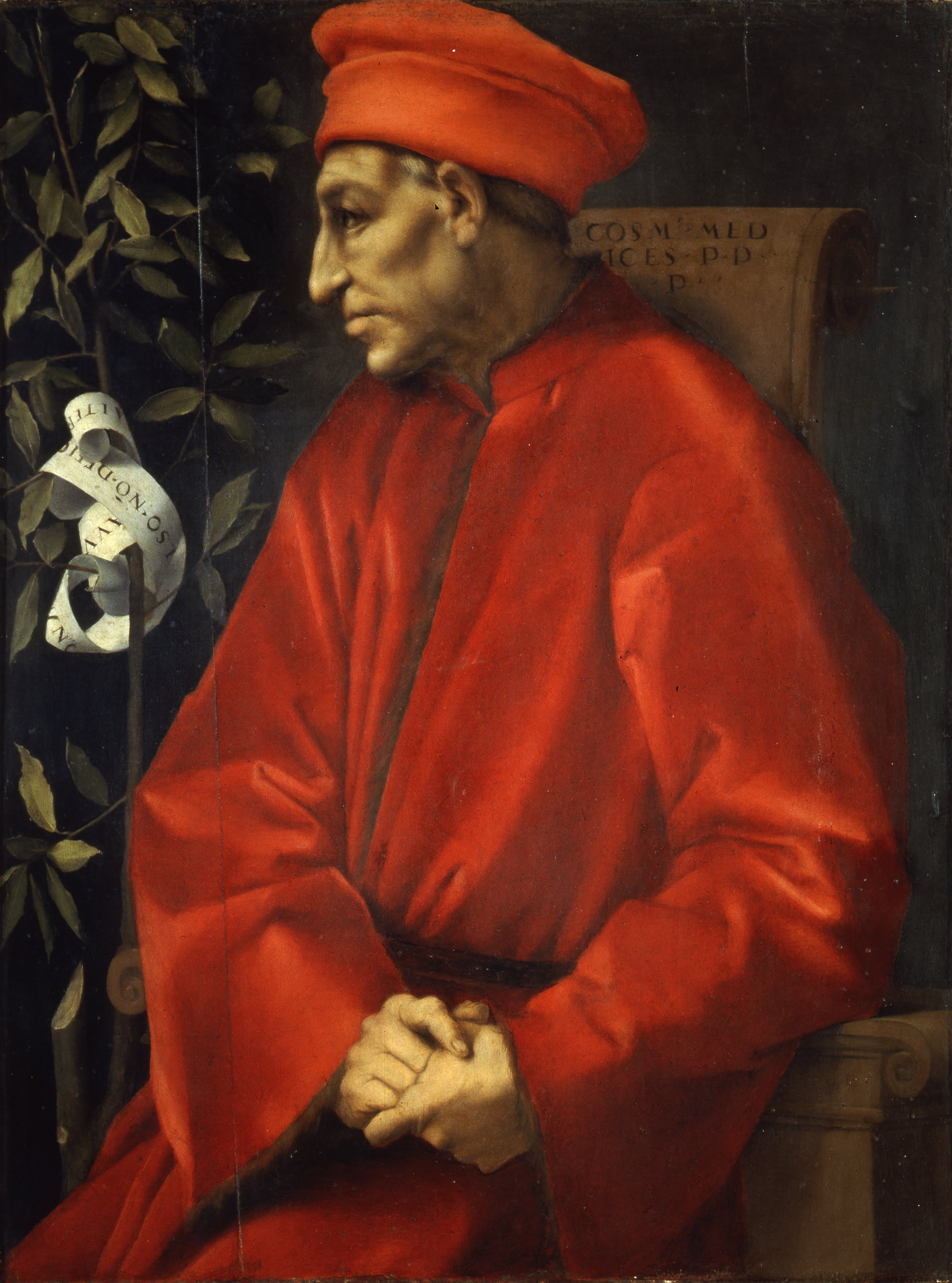
Cosimo de’ Medici

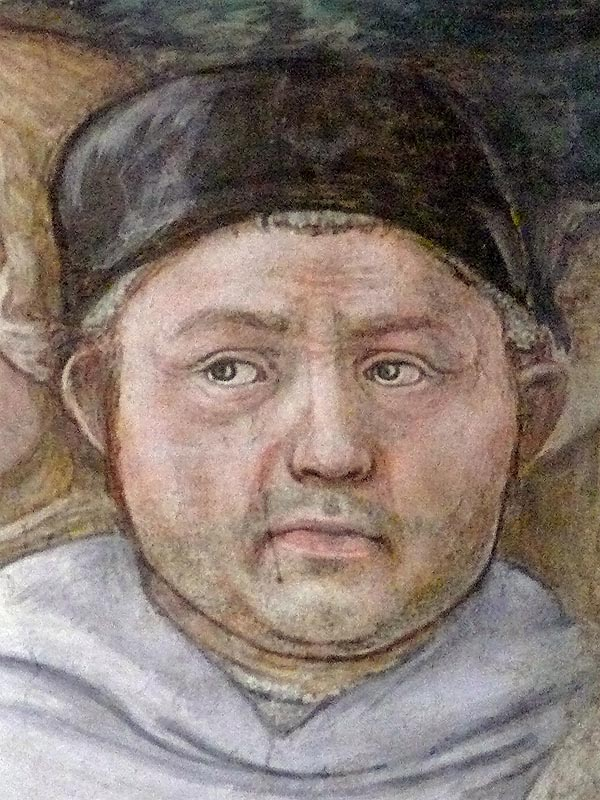
Filippo Lippi

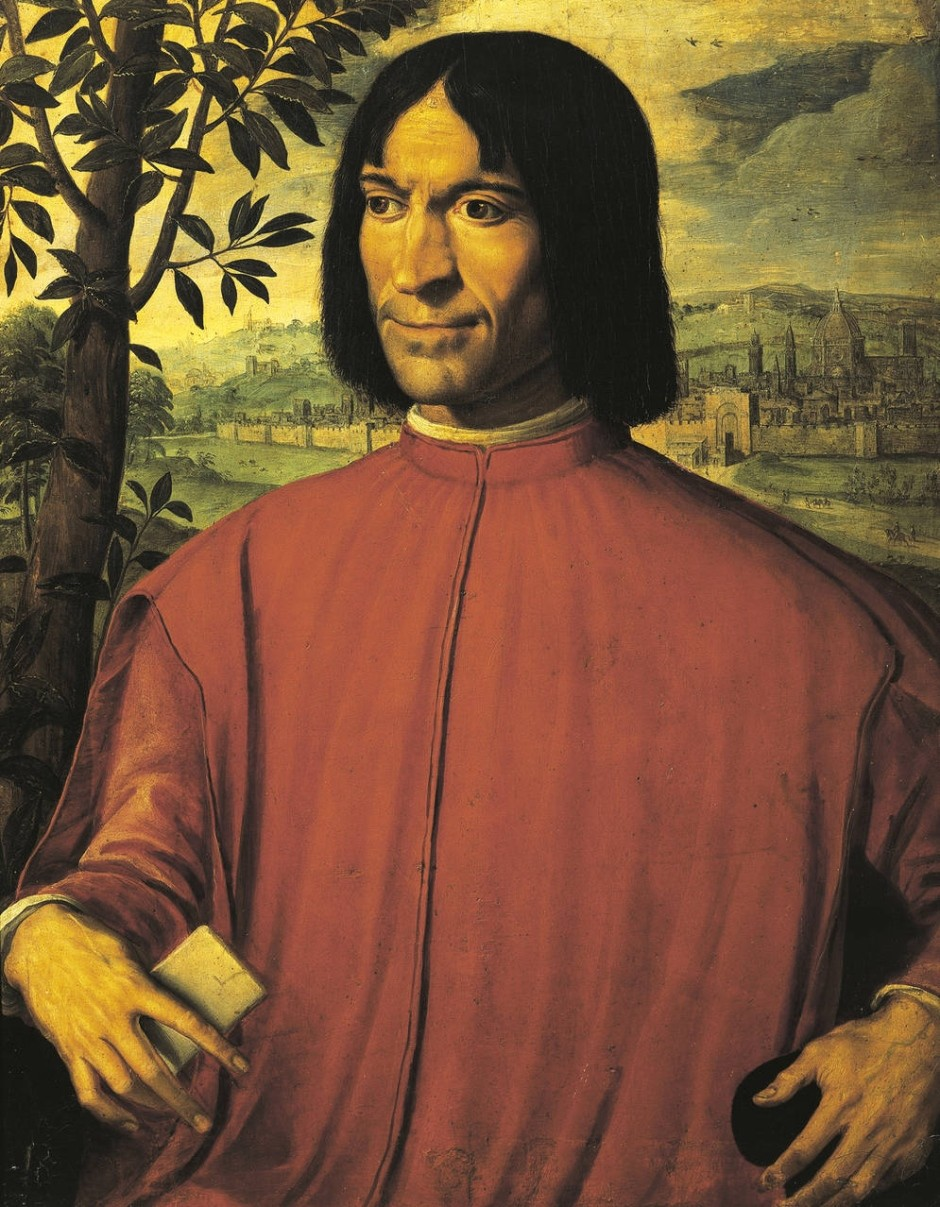
Lorenzo il Magnifico

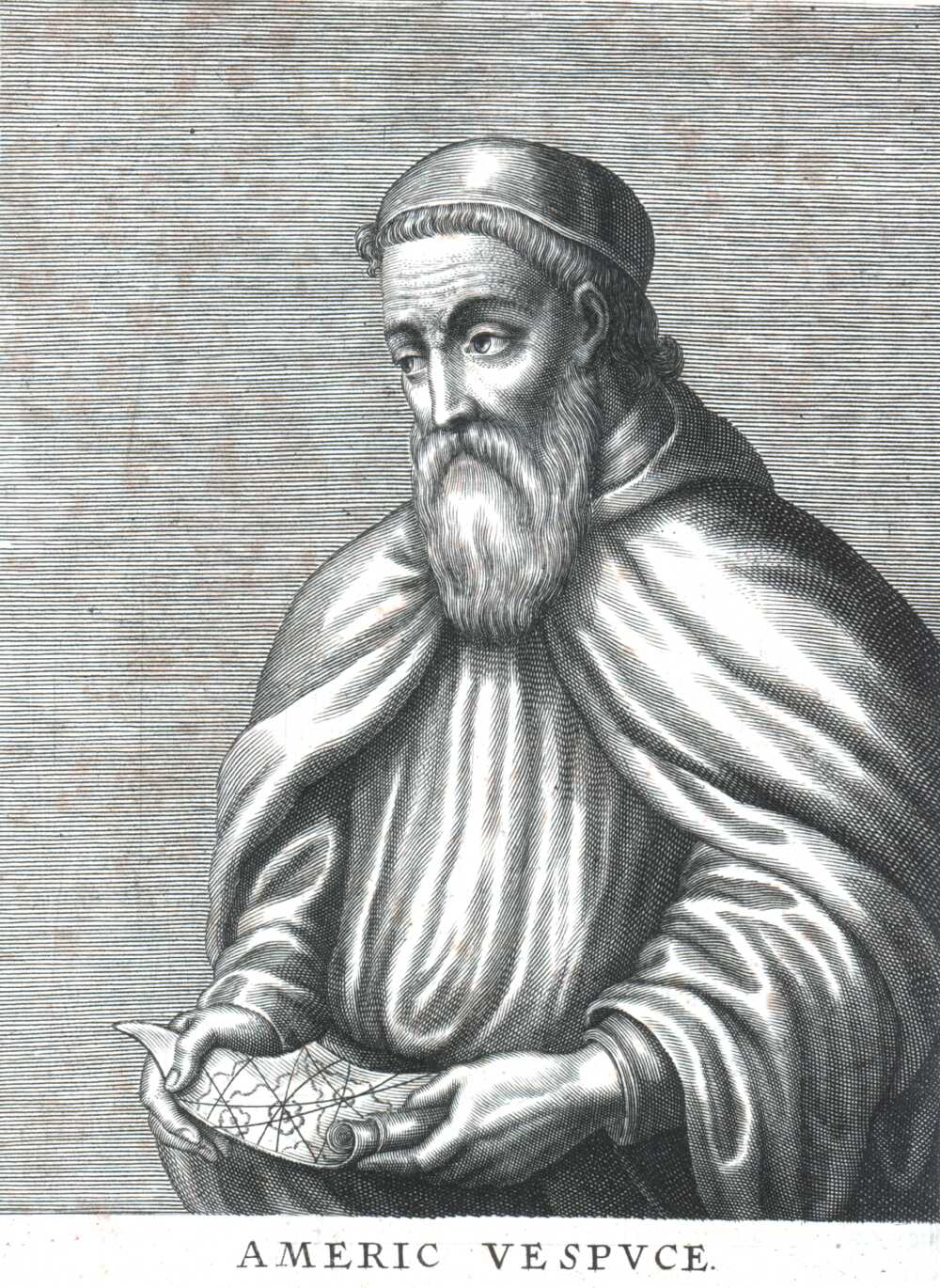
Amerigo Vespucci

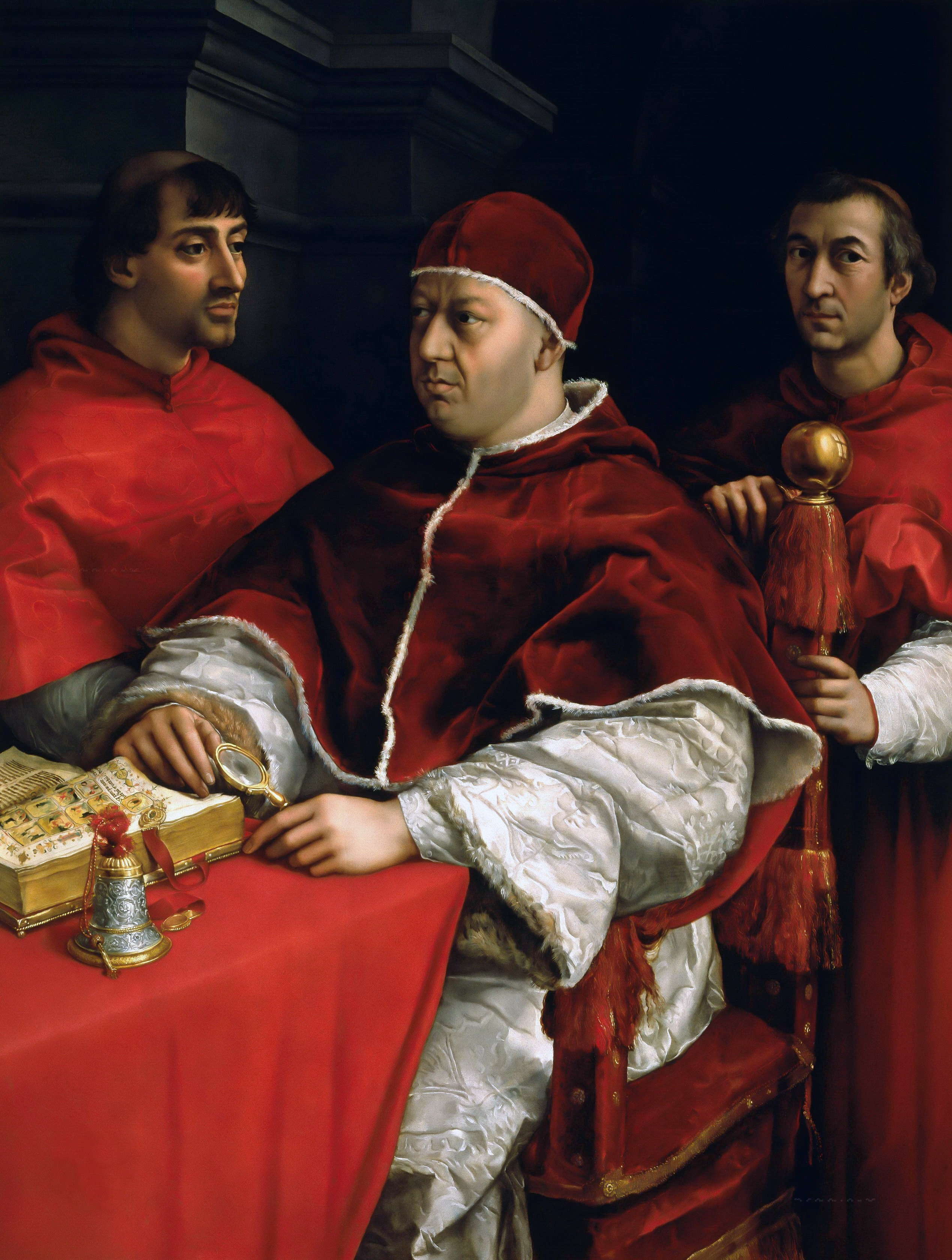
Papst Leo X.

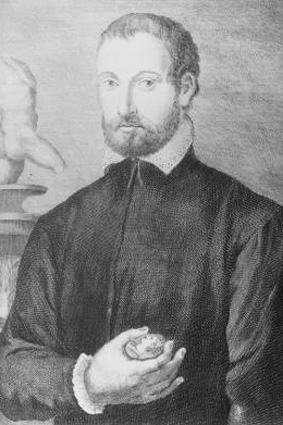
Benvenuto Cellini

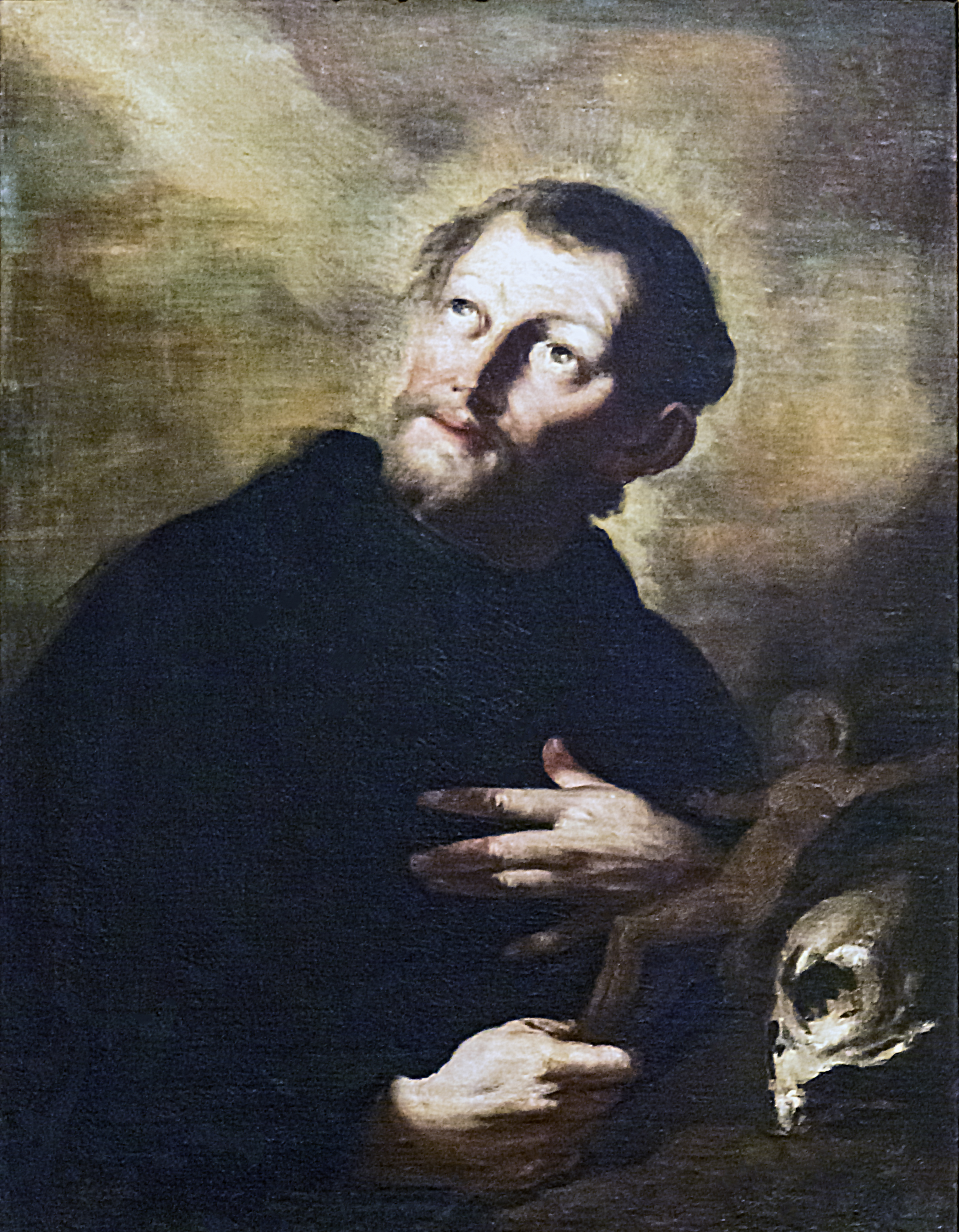
Philipp Neri

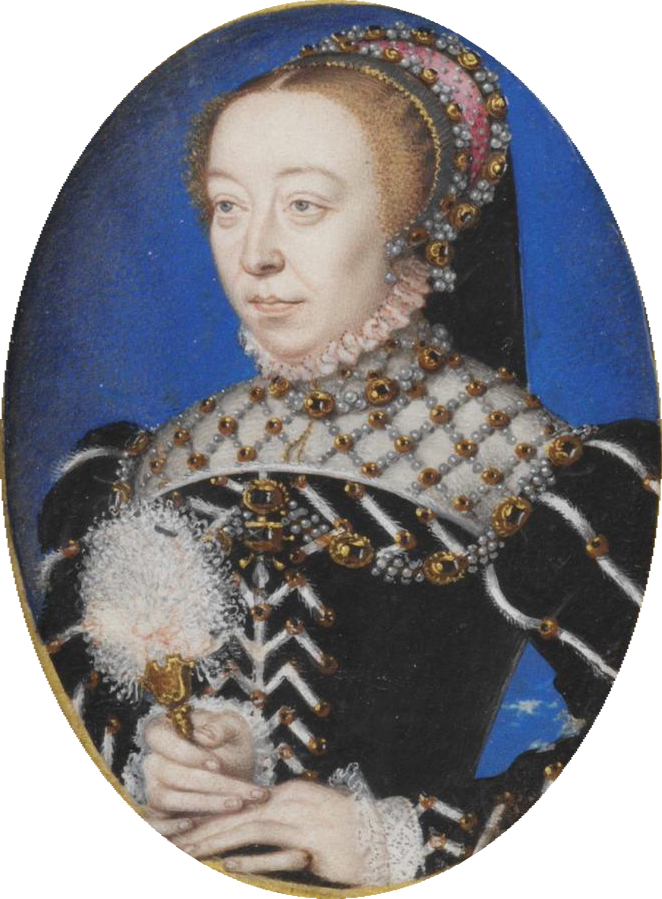
Caterina de’ Medici

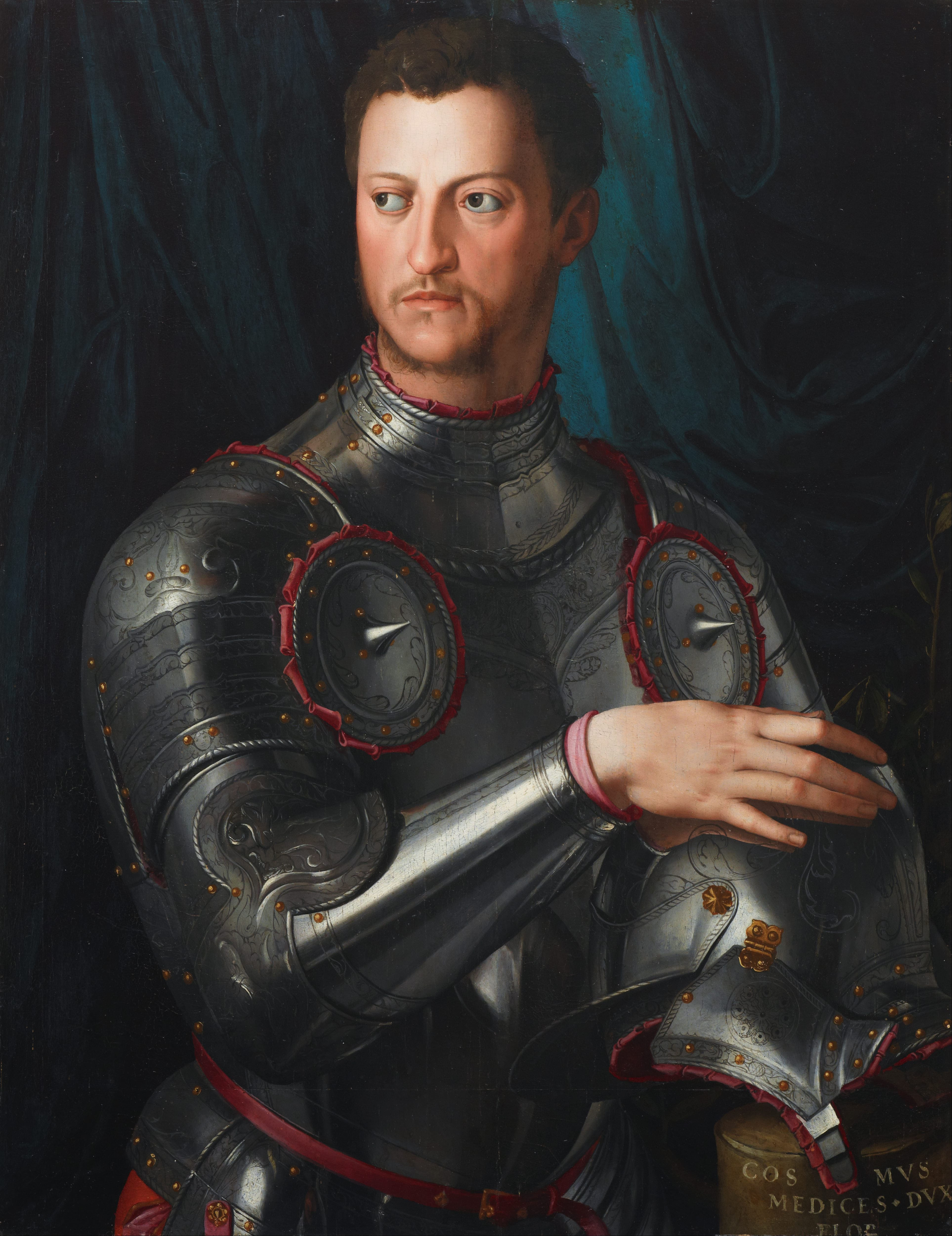
Cosimo I. de’ Medici

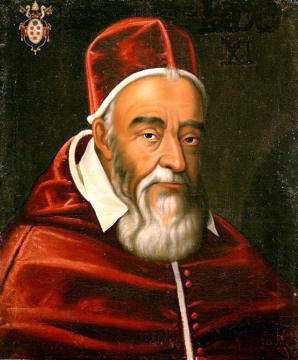
Papst Leo XI.

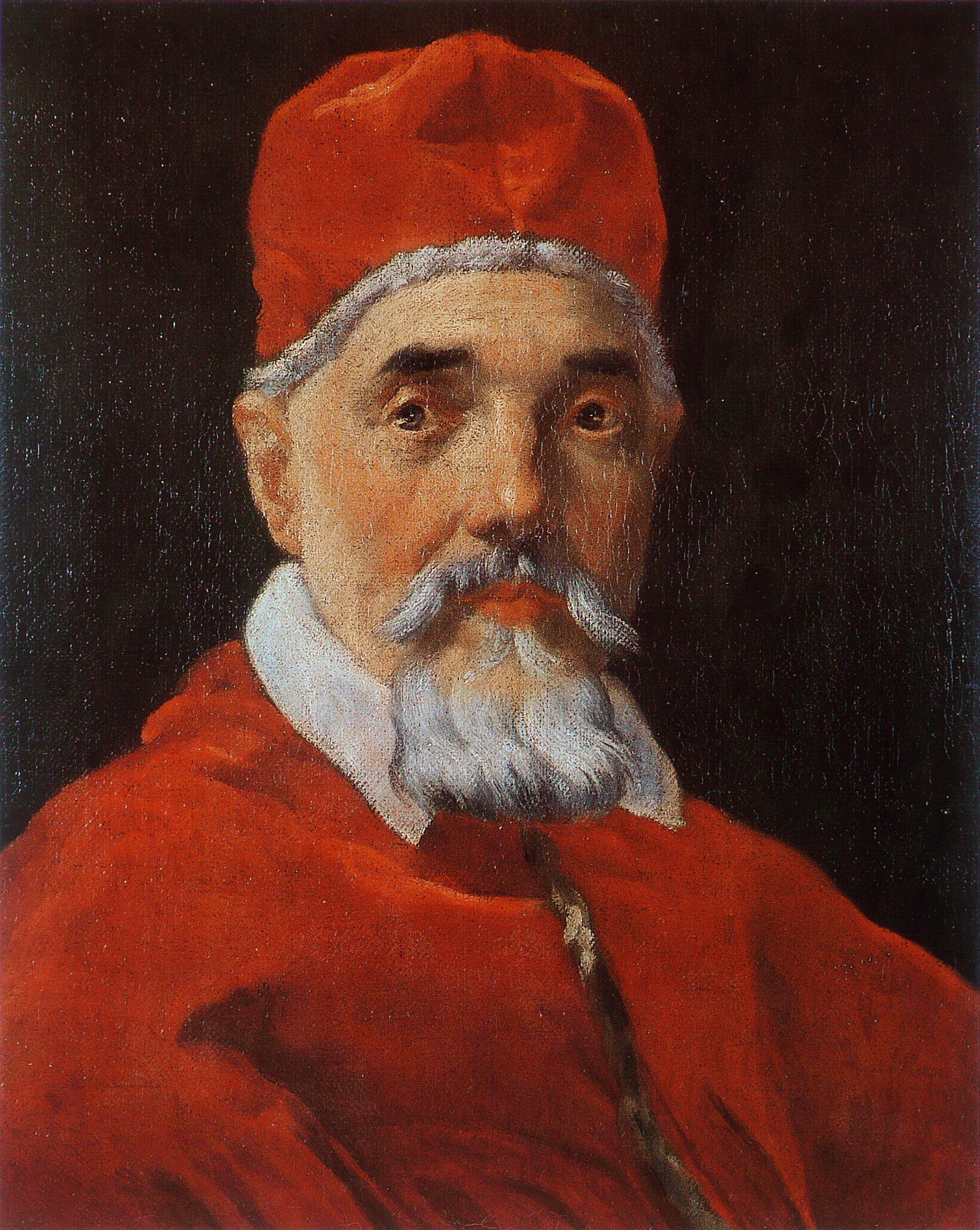
Papst Urban VIII.

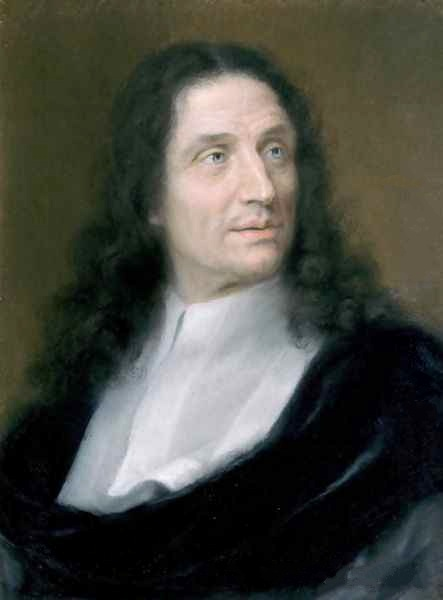
Vincenzo Viviani

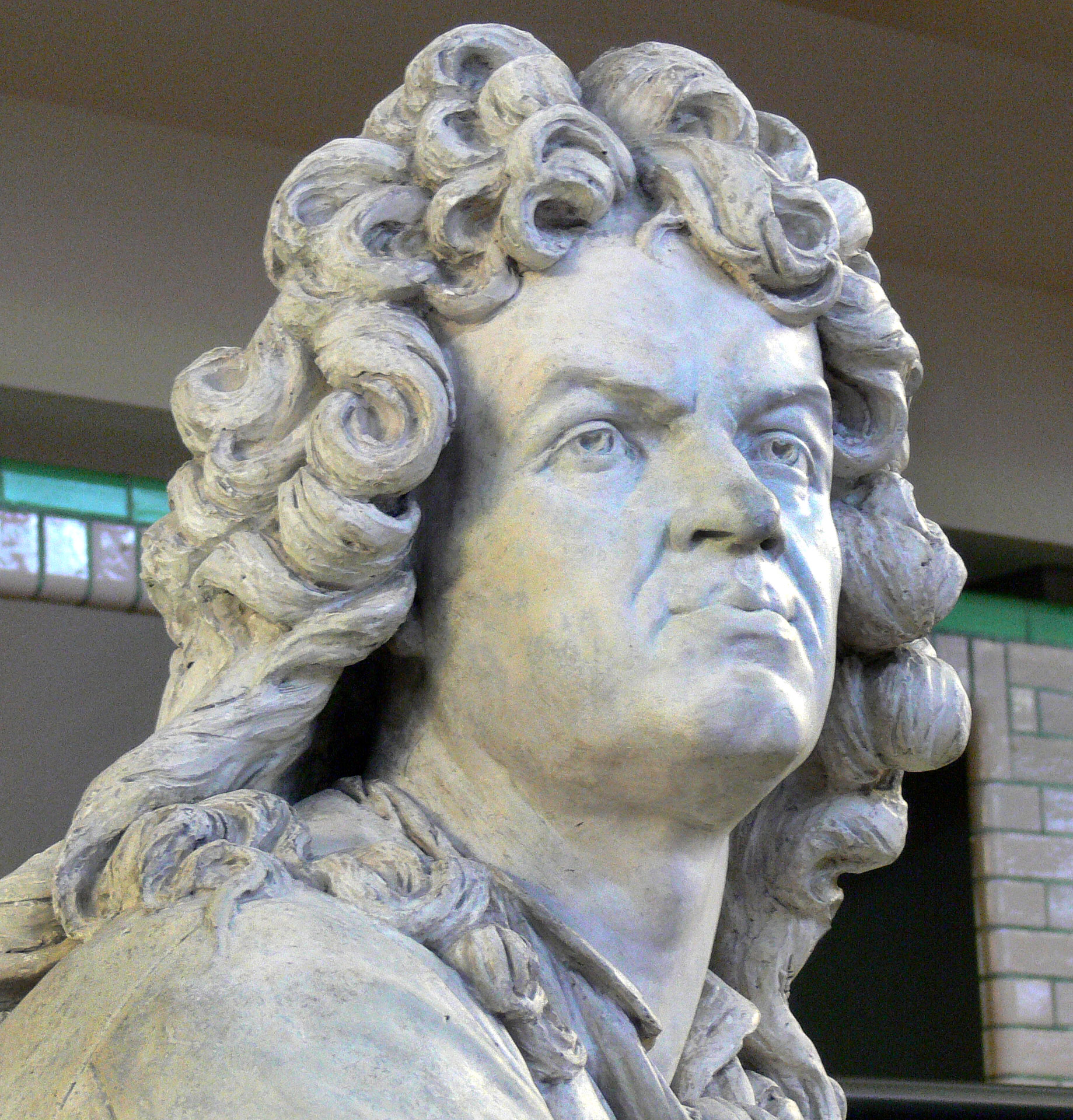
Jean-Baptiste Lully

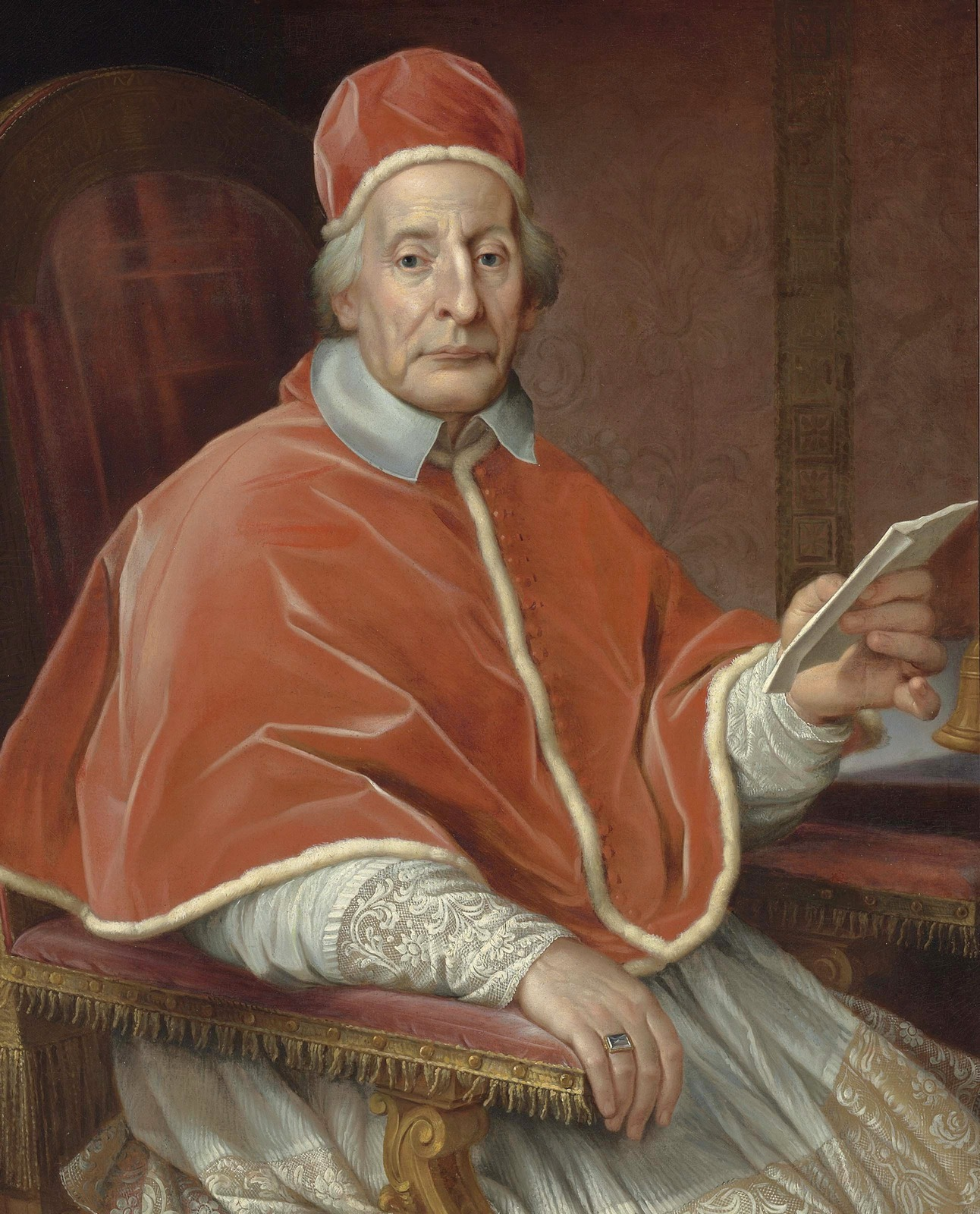
Papst Clemens XII.

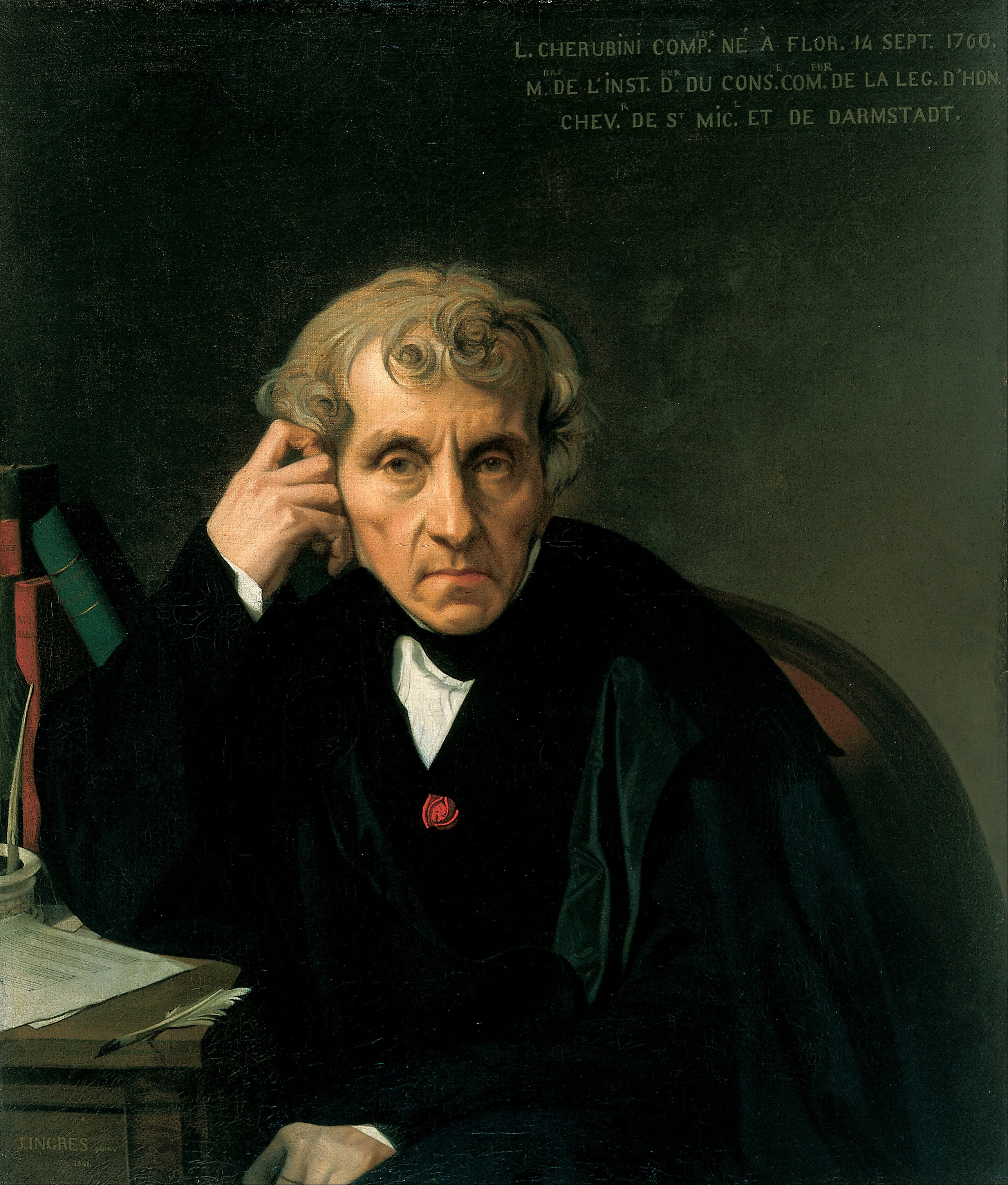
Luigi Cherubini

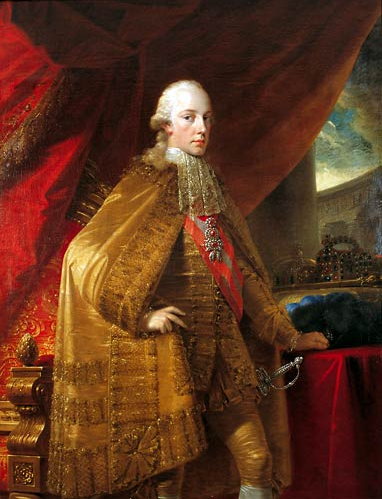
Kaiser Franz II.

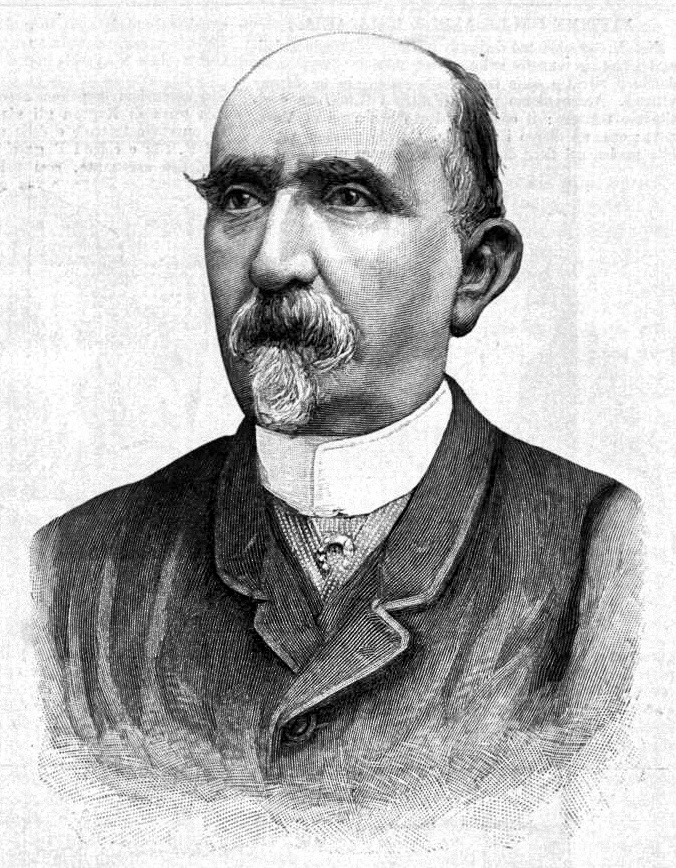
Carlo Collodi

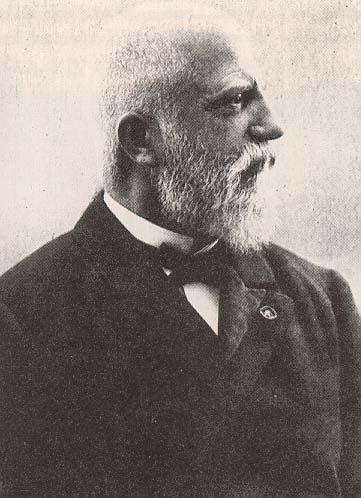
Großherzog Ferdinand IV.

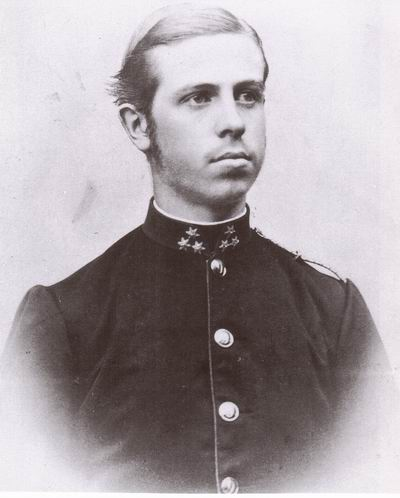
Johann Salvator von Österreich-Toskana

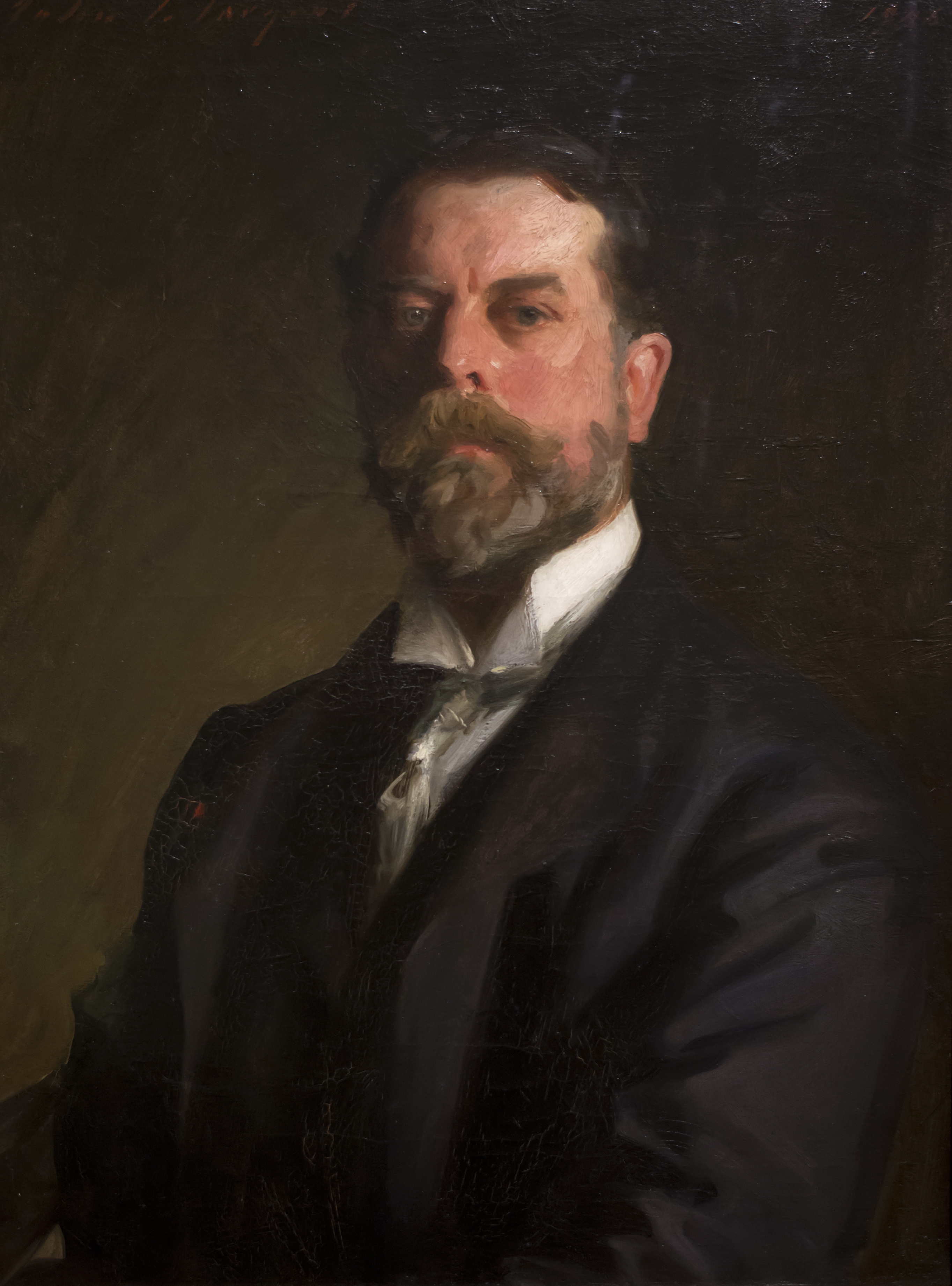
John Singer Sargent

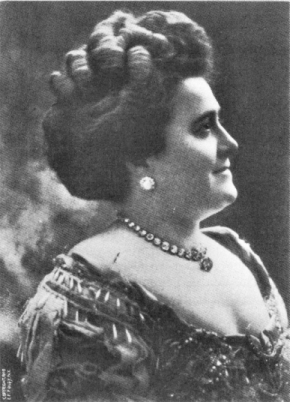
Luisa Tetrazzini

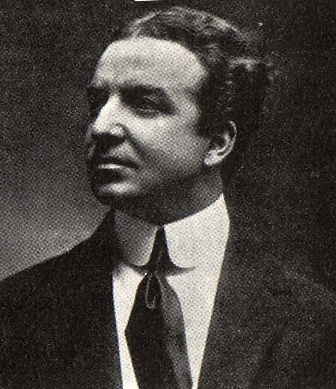
Aldo Palazzeschi

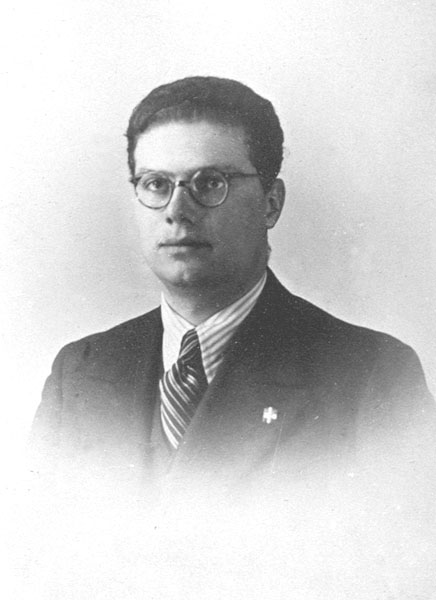
Giulio Racah

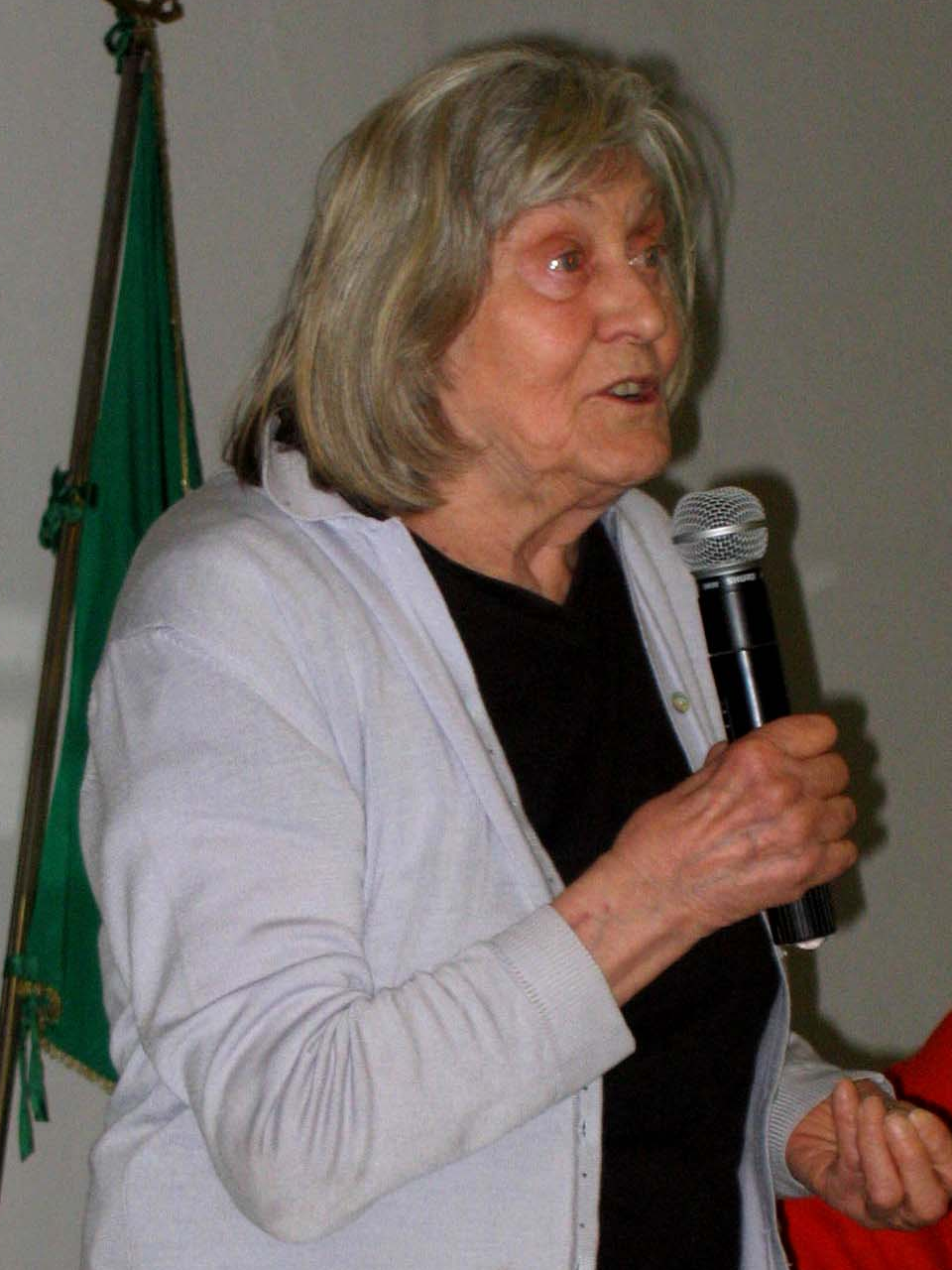
Margherita Hack

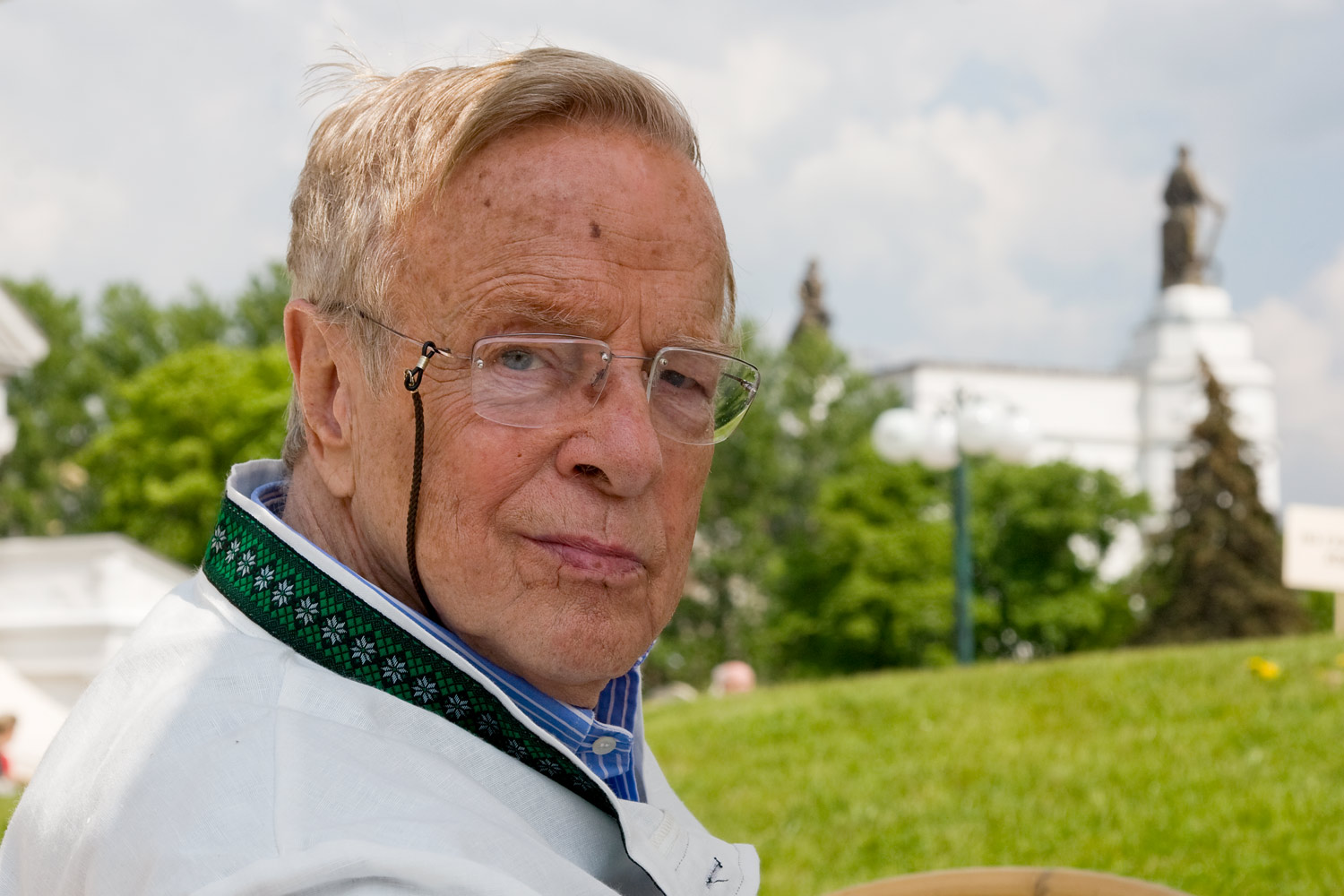
Franco Zeffirelli

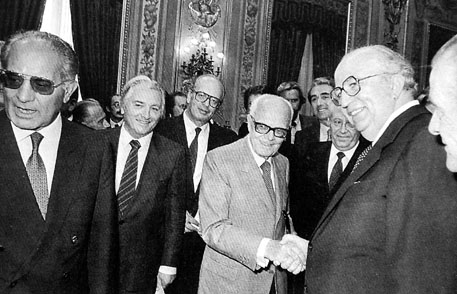
Giovanni Spadolini (2. v. r.)

Oriana Fallaci (r.)

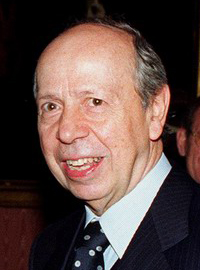
Lamberto Dini

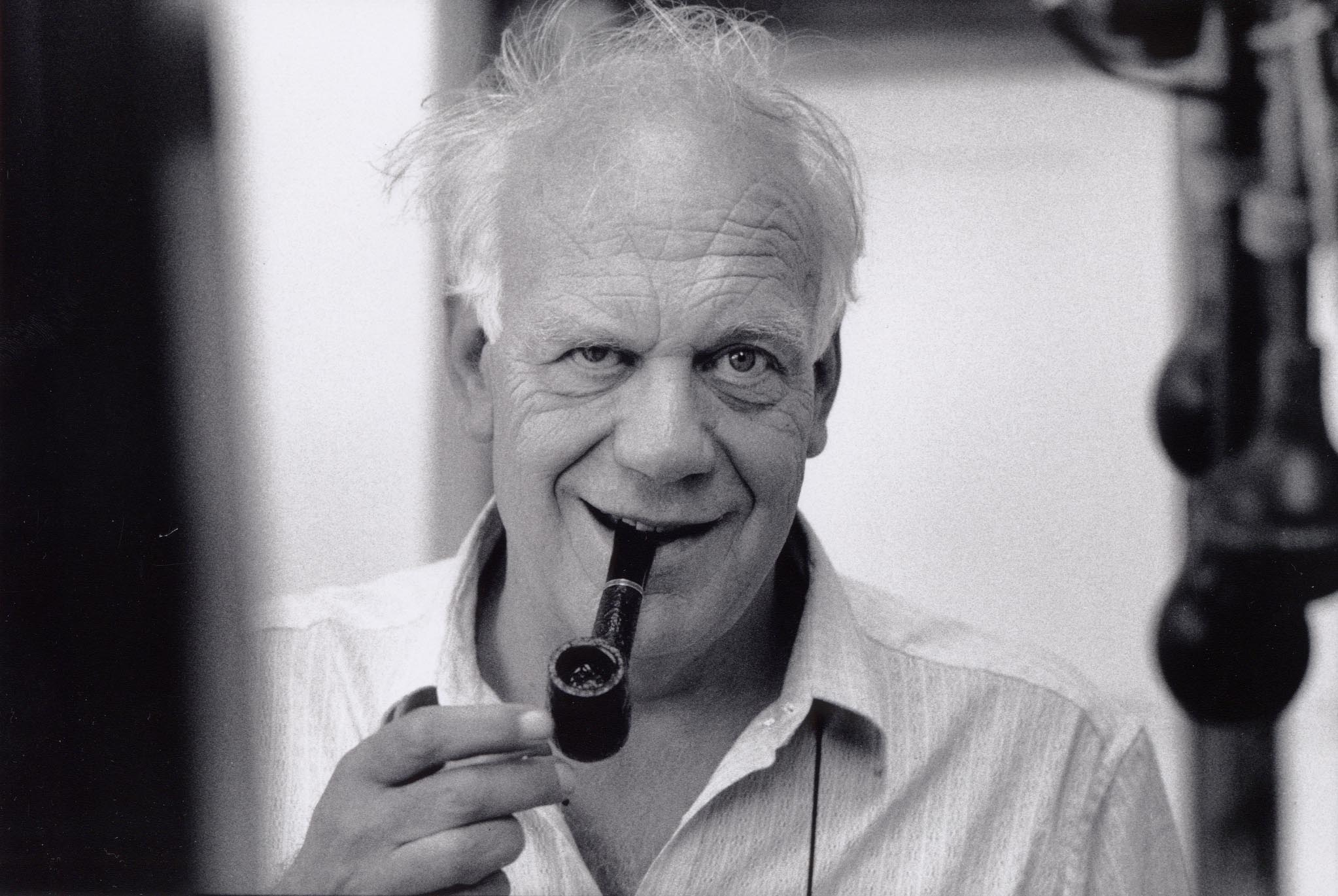
Franco Pacini

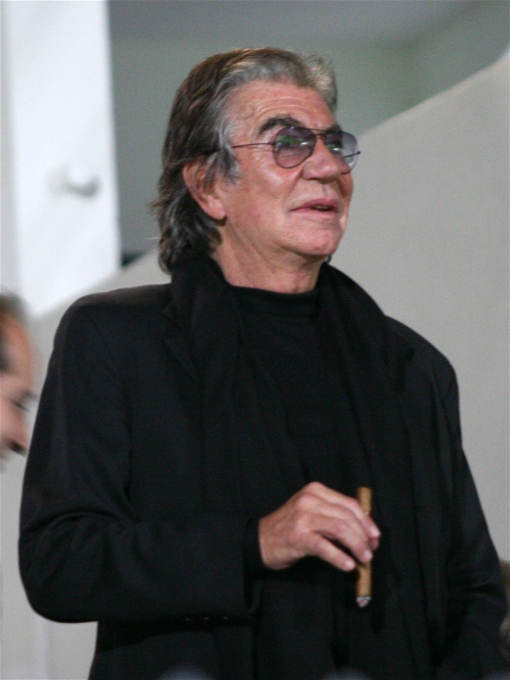
Roberto Cavalli

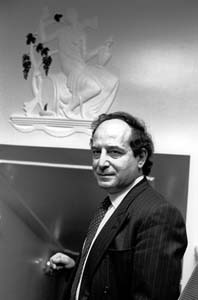
Roberto Calasso

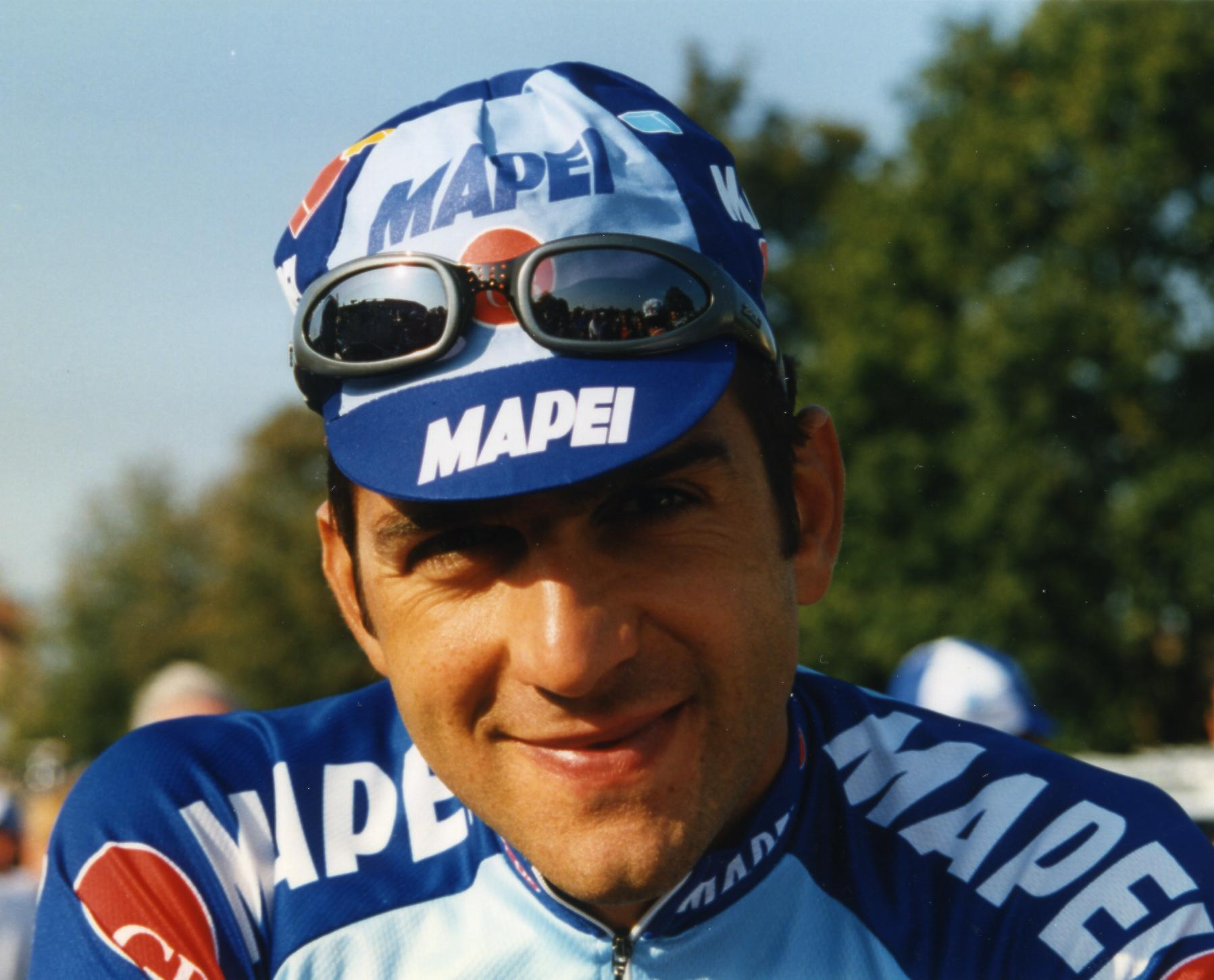
Franco Ballerini

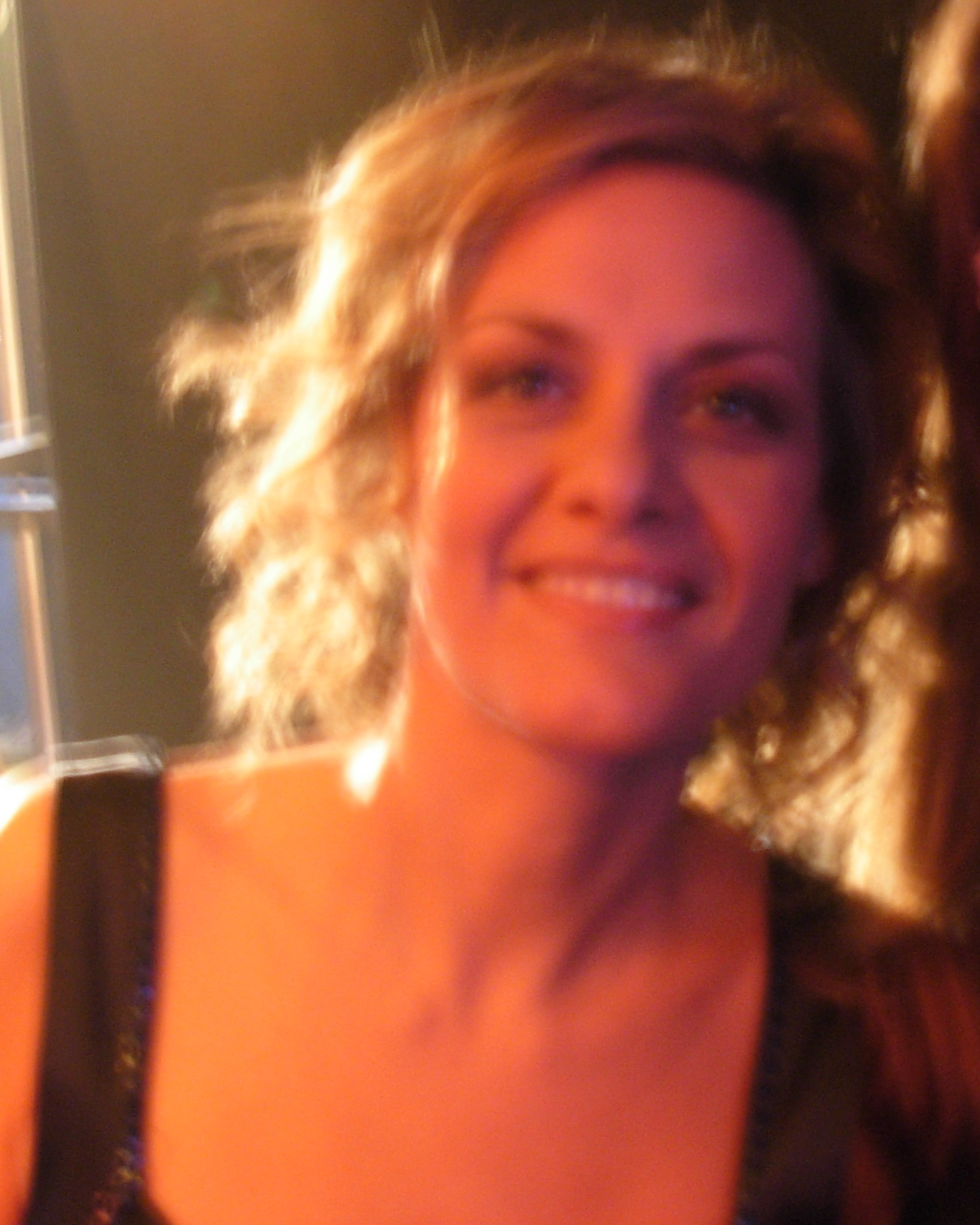
Irene Grandi

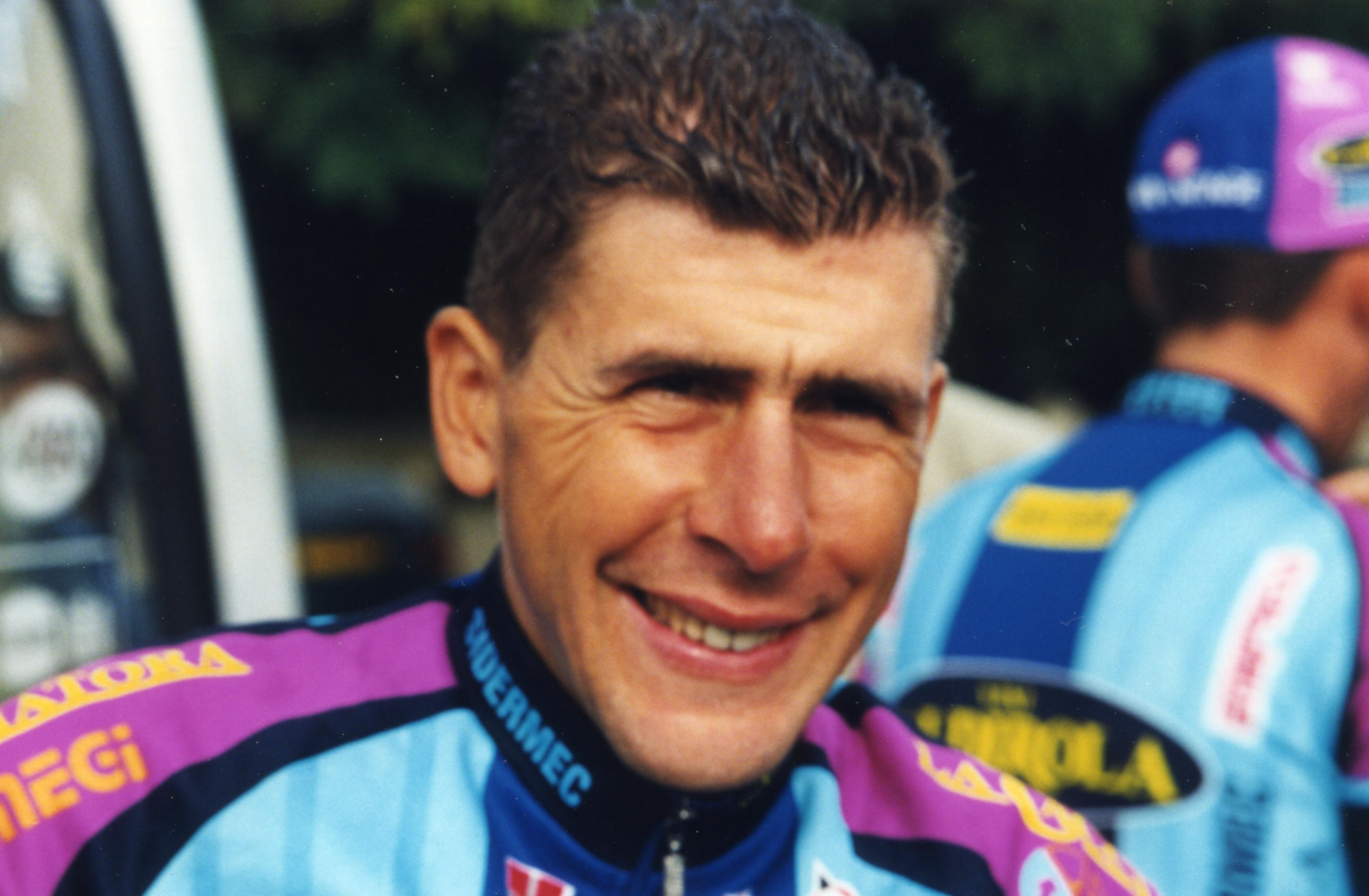
Francesco Casagrande

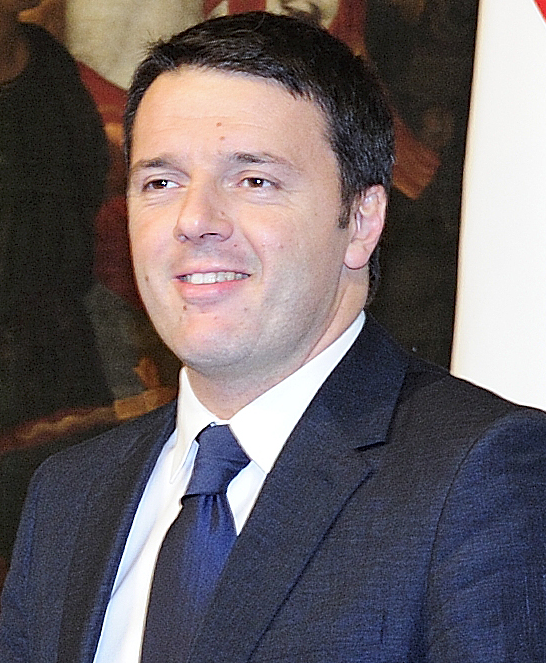
Matteo Renzi

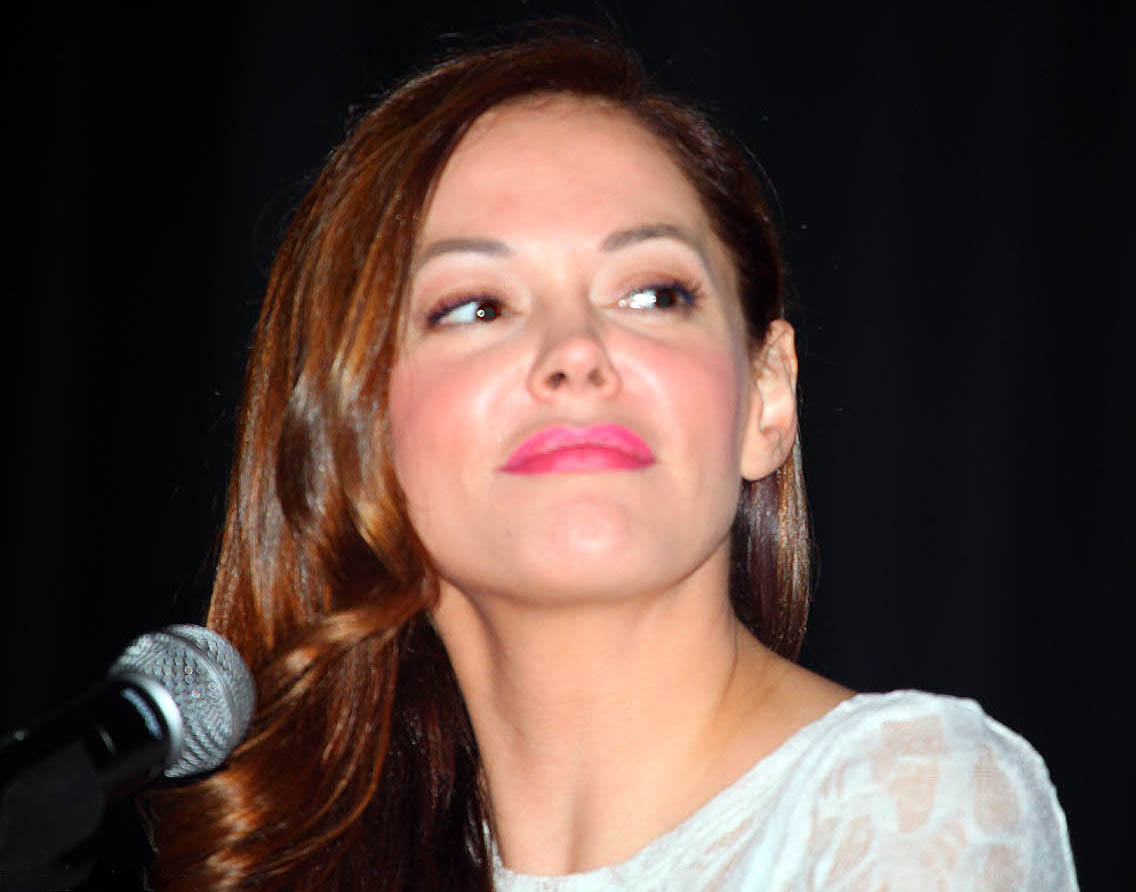
Rose McGowan

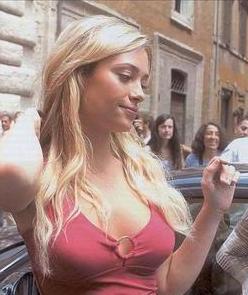
Martina Stella

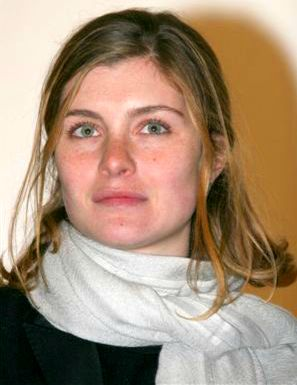
Vittoria Puccini

### 11. bis 14. Jahrhundert
- Bernardo degli Uberti (um 1060–1133), Kardinal, Heiliger und Vallombrosaner
- David von Himmerod (um 1100 – 1179), italienisch-deutscher Mönch und Mystiker
- Alexis Falconieri (um 1200 – 1310), katholischer Mönch und einer der Sieben heiligen Gründer des Servitenordens
- Taddeo Alderotti (um 1219 – um 1299), Arzt
- Brunetto Latini (um 1220 – 1294), Staatsmann, Gelehrter und Schriftsteller
- Philipp Benizi (1233–1285), Generalsuperior der Serviten
- Ricoldo da Monte di Croce (um 1243 – 1320), Orientmissionar
- Dino Compagni (1246/47–1324), Kaufmann, Politiker und Chronist
- Guido Cavalcanti (um 1255 – 1300), Dichter
- Gaddo Gaddi (1260–1332), Maler
- Buonamico Buffalmacco (um 1262 – um 1340), Maler
- Dante Alighieri (1265–1321), Dichter und Philosoph
- Juliana von Falconieri (um 1270 – 1341), Heiliger
- Dino Frescobaldi (1271–1316), Dichter
- Giovanni Villani (um 1276 – 1348), Geschichtsschreiber
- Pacino di Buonaguida (um 1280 – 1339), Maler
- Dino del Garbo (um 1280 – 1327), Arzt und Philosoph
- Taddeo Gaddi (1290–1366), Maler
- Bernardo Daddi (um 1295 – 1350), Maler
- Angelo Acciaiuoli (1298–1357), Bischof
- Tommaso del Garbo (um 1305 – 1370), Professor
- Antonio Pucci (um 1310 – 1388), Dichter
- Angelo Acciaioli (1340–1408), Bischof und Kardinal der katholischen Kirche
- Michele di Lando (1343–1401), Tucharbeiter
- Agnolo Gaddi (um 1350 – 1396), Maler
- Lorenzo di Bicci (um 1350 – 1427), Maler
- Giovanni Dominici (um 1356 – 1419), Dominikaner, Ordensreformer, Kardinal
- Niccolò da Uzzano (1359–1431), Politiker
- Leonardo Dati (1360–1425), Dominikaner und Humanist
- Alamanno Adimari (1362–1422), Kardinal der Katholischen Kirche
- Niccolò Niccoli (1365–1437), Humanist und Wegbereiter der Schreibschrift
- Rinaldo degli Albizzi (1370–1442), Angehöriger der Patrizierfamilie Albizzi
- Bicci di Lorenzo (1373–1452), Maler
- Palla Strozzi (um 1373–1462), Kaufmann und Humanist
- Giovanni di Francesco Toscani (um 1375 – 1430), Maler
- Filippo Brunelleschi (1377–1446), Architekt und Bildhauer
- Nanni di Banco (um 1384 – 1421), Bildhauer
- Gherardo Bueri (um 1386 – 1449), Kaufmann und Bankier
- Donatello (um 1386 – 1466), Bildhauer
- Antoninus von Florenz (1389–1459), Heiliger, Erzbischof von Florenz
- Cosimo de’ Medici (1389–1464), Begründer der Medici
- Giovanni Benci (1394–1455), Generaldirektor der Bank Medici[1]
- Michelozzo di Bartolommeo (1396–1472), Bildhauer und Architekt
- Paolo dal Pozzo Toscanelli (1397–1482), Arzt, Mathematiker, Astronom und Kartograf
- Paolo Uccello (1397–1475), Maler und Mosaikkünstler
- Luca della Robbia (um 1400 – 1481), Bildhauer

### 15. Jahrhundert
- Filippo Lippi (um 1406–1469), Maler
- Matteo Palmieri (1406–1475), Humanist
- Piero di Cosimo de’ Medici (1416–1469), Politiker
- Antonio Squarcialupi (1416–1480), Organist und Komponist
- Neri di Bicci (1418–1492), Maler
- Agostino di Duccio (1418–um 1481), Bildhauer
- Bernardo Bandini Baroncelli (1420–1479), Bankier und Attentäter
- Benozzo Gozzoli (um 1420–1497), Maler
- Tommaso Ghirlandaio (* 1424), Leder- und Seidenhändler, Geldmakler und Kranzverkäufer
- Alesso Baldovinetti (1425–1499), Maler
- Maso Finiguerra (1426–1464), Goldschmied
- Filippo Strozzi der Ältere (1428–1491), Kaufmann
- Donato Acciaiuoli (1429–1478), Gelehrter
- Pierfrancesco de’ Medici der Ältere (1430–1476), Mitglied der Florentiner Familie Medici
- Antonio Pollaiuolo (um 1432–1498), Bildhauer, Kupferstecher und Maler
- Giovannino de’ Dolci (um 1435–1486), Architekt und Bildhauer
- Andrea Della Robbia (1435–1525), Mitglied der Bildhauerfamilie Della Robbia
- Andrea del Verrocchio (1435/36–1488), Künstler
- Luca Landucci (1436–1516), Händler und Chronist
- Bertoldo di Giovanni (um 1438–1491), Bildhauer
- Cosimo Rosselli (1439–1507), Maler
- Piero del Pollaiuolo (1443–1496), Maler
- Sandro Botticelli (1445–1510), Maler und Zeichner
- Francesco Rosselli (1445–?), Miniaturenmaler und Kupferstecher
- Giuliano da Sangallo (um 1445–1516), Architekt und Bildhauer
- Pier Capponi (1446–1496), Kaufmann, Diplomat, Politiker und Feldherr
- Domenico Ghirlandaio (1448–1494), Maler
- Bernardo Ruccellai (1448–1514), Gelehrter
- Lorenzo il Magnifico (1449–1492), Politiker und Stadtherr von Florenz
- Adriano Fiorentino (um 1450–1499), Bildhauer, Medailleur und Metallgießer
- Baccio Pontelli (um 1450–1492), Architekt
- Piero Soderini (1451–1522), Staatsmann
- Leonardo da Vinci (1452–1519), italienischer Universalgelehrter und Künstler
- Girolamo Savonarola (1452–1498), italienischer Dominikaner und Bußprediger
- Amerigo Vespucci (um 1452–1512), Kaufmann, Seefahrer, Navigator und Entdecker
- Girolamo Benivieni (1453–1542), Dichter
- Pietro Accolti (1455–1532), Kardinal der katholischen Kirche
- Antonio da Sangallo der Ältere (um 1455–1534), Architekt und Festungsbauer
- Simone del Pollaiuolo (1457–1508), Architekt
- Lorenzo di Credi (um 1459–1537), Maler, Goldschmied und Bildhauer
- Jacopo Saltarelli (um 1459–?), Malermodell
- Benedetto Buglioni (um 1460–1521), Bildhauer und Terrakottabildner
- Zanobi Acciaioli (1461–1519), Dominikanermönch
- Baccio d’Agnolo (1462–1543), Architekt und Bildhauer der Renaissance
- Piero di Cosimo (um 1462–um 1521), Maler und Zeichner
- Lorenzo di Pierfrancesco de’ Medici (1463–1503), Sohn des älteren Pierfrancesco de’ Medici
- Roberto Pucci (1464–1547), Kardinal der katholischen Kirche
- Giovanni di Pierfrancesco de’ Medici (1467–1498), Angehöriger der jüngeren Linie der Medici
- Marco Della Robbia (1468–?), Bildhauer und Dominikanermönch
- Niccolò Machiavelli (1469–1527), Politiker, Diplomat, Philosoph, Geschichtsschreiber und Dichter
- Lucrezia di Lorenzo de’ Medici (1470–?), Tochter von Lorenzo il Magnifico
- Fra Bartolommeo (1472–1517), Maler
- Piero di Lorenzo de’ Medici (1472–1503), Sohn von Lorenzo il Magnifico
- Pietro Torrigiano (1472–1528), Renaissancebildhauer
- Maddalena de’ Medici (1473–1519), Tochter von Lorenzo il Magnifico
- Mariotto Albertinelli (1474–1515), Maler
- Giovanni Francesco Rustici (1474–1554), Bildhauer und Maler
- Luigi de’ Rossi (1474–1519), Kardinal der katholischen Kirche
- Francesco Vettori (1474–1539), Staatsmann
- Leo X. (1475–1521), Papst
- Giovanni Ruccellai (1475–1525), Dichter
- Jacopo Nardi (1476–1563), Historiker
- Clemens VII. (1478–1534), Papst aus der Familie Medici
- Lisa del Giocondo (1479–1542), Kaufmannsgattin
- Pietro Aron (um 1480–?), Musiktheoretiker und Komponist
- Ridolfo Ghirlandaio (1483–1561), Maler
- Francesco Guicciardini (1483–1540), Politiker und Historiker
- Antonio da Sangallo der Jüngere (1484–1546), Architekt
- Antonio Pucci (1485–1544), Kardinal der katholischen Kirche
- Jacopo Sansovino (1486–1570), Bildhauer und Architekt
- Pierfrancesco de’ Medici der Jüngere (1487–1525), Enkel des älteren Pierfrancesco
- Girolamo Della Robbia (1488–1566), Bildhauer und Architekt
- Francesco Ferrucci (1489–1530), Heerführer
- Baccio Bandinelli (um 1490–1560), Bildhauer
- Giovanni Salviati (1490–1553), Kardinal
- Innocenzo Cibo (1491–1550), Kardinal
- Donato Giannotti (1492–1573), Philosoph
- Lorenzo di Piero de’ Medici (1492–1519), Angehöriger der Familie der Medici
- Agnolo Firenzuola (1493–1543), Dichter
- Clarice Strozzi (1493–1528), Angehörige der älteren Linie der Medici
- Santi Buglioni (1494–1576), Bildhauer
- Luigi Alamanni (1495–1556), Dichter und Humanist
- Rosso Fiorentino (1495–1540), Maler
- Pierfrancesco Giambullari (1495–1555), Schriftsteller
- Giovan Battista Gelli (1498–1563), Humanist, Schriftsteller, Übersetzer, Philologe und Akademiker
- Maria Salviati (1499–1543), Angehörige des Patriziats von Florenz
- Peter Martyr Vermigli (1499–1562), reformierter Theologe
- Piero Vettori (1499–1585), Humanist und Philosoph
- Benvenuto Cellini (1500–1571), Goldschmied und Bildhauer
- Niccolò Tribolo (um 1500–1550), Bildhauer, Architekt und Gartengestalter

### 16. Jahrhundert
- Niccolò Ridolfi (1501–1550), Kardinal
- Perino del Vaga (1501–1547), Maler und Stuckateur
- Francesco Corteccia (1502–1571), Organist, Kapellmeister und Komponist
- Niccolò Ardinghelli (1503–1547), Kardinal der Katholischen Kirche
- Antonio Francesco Grazzini (1504–1584), Dichter
- Bernardo Segni (1504–1558), Historiker
- Giovanni Angelo Montorsoli (um 1507 – 1563), Bildhauer und Architekt
- Pietro Carnesecchi (1508–1567), Märtyrer
- Bernardo Salviati (1508–1568), Kardinal der katholischen Kirche
- Gabriele Simeoni (1509–1575), Humanist, Dichter, Übersetzer, Militärtheoretiker und Astrologe
- Francesco Salviati (1510–1563), Maler
- Nanni di Baccio Bigio (um 1511–1568), Bildhauer und Architekt
- Piero Strozzi (1511–1558), Angehöriger der Patrizierfamilie Strozzi
- Antonio Doni (1513–1574), Schriftsteller, Herausgeber und Musiker
- Giovanni Animuccia (um 1514 – 1571), Kirchenmusik-Komponist
- Lorenzino de’ Medici (1514–1548), Sohn von Pierfrancesco de’ Medici
- Vincenzo Borghini (1515–1580), Schauspieler
- Philipp Neri (1515–1595), Gestalt der Katholischen Reform im Rom des 16. Jahrhunderts
- Caterina de’ Medici (1519–1589), Prinzessin von Urbino und Angehörige der Familie der Medici
- Cosimo I. de’ Medici (1519–1574), Angehöriger der Familie der Medici
- Girolamo Mei (1519–1594), Historiker und Humanist
- Taddeo Gaddi (1520–1561), Kardinal
- Lodovico Guicciardini (1521–1589), Kaufmann, Kartograph, Humanist, Geograph, Politiker und Schriftsteller
- Albert de Gondi, duc de Retz (1522–1602), französischer Heerführer
- Caterina de’ Ricci (1522–1590), Dominikanerin und Mystikerin
- Lorenzo Strozzi (1523–1571), Bischof und Kardinal der Römischen Kirche
- Petruccio Ubaldini (1524–?), Maler und Gelehrter
- Giovanni Vittorio Soderini (1527–1596 oder 1597), Agronom, Architekt und Sachbuchautor
- Bernardo Buontalenti (1531–1608), Maler, Architekt und Theatermaschinist
- Clemente Bandinelli (1534–1555), Bildhauer
- Giovanni de’ Bardi (1534–1612), Soldat, Komponist und Dichter
- Alessandro Allori (1535–1607), Maler
- Leo XI. (1535–1605), Papst
- Girolamo Macchietti (1535–1592), Maler
- Antonmaria Salviati (1537–1602), Kardinal
- Filippo Sassetti (1540–1588), Kaufmann
- Francesco I. de’ Medici (1541–1587), Angehöriger der Familie Medici
- Jacopo Zucchi (1541–1589/90), Maler
- Isabella de’ Medici (1542–1576), Tochter von Cosimo I. de’ Medici
- Girolamo Bardi (1544–1594), Autor
- Lucrezia di Cosimo de’ Medici (1545–1562), Tochter von Großherzog Cosimo I.
- Garzia de’ Medici (1547–1562), vierter Sohn von Cosimo I.
- Bernardino Poccetti (1548–1612), Maler
- Ferdinando I. de’ Medici (1549–1609), Kardinal und Großherzog
- Prospero Frescobaldi (um 1550–?), Maler, Musiker und Architekt
- Michelangelo Naccherino (1550–1622), Bildhauer
- Luca Bati (um 1550–1608), Komponist und Musiklehrer
- Andrea Boscoli (um 1550–1606), Maler
- Eleonora von Toledo (1553–1576), Tochter von Garcia von Toledo
- Antonio Tempesta (um 1555 – 1630), Maler, Zeichner und Radierer
- Ottavio Bandini (1558–1629), Kardinal und Erzbischof
- Bartolomé Carducho (um 1560 – 1608), Maler
- Francesco Mati (1561–1623), Maler
- Giovanni Garzia Millini (1562–1629), Bischof und Kardinal
- Ludovico delle Colombe (1565–?), Philosoph
- Maria Magdalena von Pazzi (1566–1607), Nonne
- Michelangelo Buonarroti (1568–1646), Dichter und Schriftsteller
- Leonora Galigaï (1568–1617), Ziehschwester und Hofdame Maria von Medicis
- Urban VIII. (1568–1644), Papst der katholischen Kirche
- Antonio Marcello Barberini (1569–1646), Kardinal
- Thomas Francine (1571–1651), Fontänenmeister
- Giulio Parigi (1571–1635), Architekt, Mathematiker, Graveur und Bühnenbildner
- Tiberio Tito (1573–1627), Maler
- Pietro Lappi (um 1575 – um 1630), Komponist
- Maria de’ Medici (1575–1642), Frau des französischen Königs Heinrich IV.
- Vicente Carducho (1576/78–1638), Hofmaler
- Concino Concini (um 1576 – 1617), Geschäftsmann
- Cristofano Allori (1577–1621), Maler
- Matteo Rosselli (1578–1650), Maler
- Gherardo Silvani (1579–1675), Bildhauer und Architekt
- Roberto Ubaldini (1581–1635), Bischof von Montepulciano und Kardinal
- Filippo Salviati (1583–1614), Wissenschaftler und Freund des Galileo Galilei
- Marco da Gagliano (1582–1643), Komponist
- Lelio Falconieri (1585–1648), Kurienkardinal
- Giovanni Pieroni (1586–1654), Architekt, Mathematiker und Astronom
- Francesca Caccini (1587–1640), Sängerin und Komponistin
- Giovanni Battista Ciampoli (1589–1643), Geistlicher und Freund des Galileo Galilei
- Cosimo II. de’ Medici (1590–1621), Angehöriger der Familie Medici
- Carlo di Ferdinando de’ Medici (1595–1666), Kardinal und Bischof
- Giovanni Battista Doni (1595–1647), Musiktheoretiker
- Ascanio II. Piccolomini (1596–1671), Erzbischof von Siena
- Ferdinando Ughelli (1596–1670), Zisterzienser und Kirchenhistoriker
- Francesco Barberini (1597–1679), Kardinal, Antiquar und Mäzen
- Ottavio Piccolomini (1599–1656), kaiserlicher General im Dreißigjährigen Krieg

### 17. Jahrhundert
- Claudia de’ Medici (1604–1648), Erzherzogin von Österreich und Landesfürstin von Tirol
- Giacinto Andrea Cicognini (1606–1649), Dramatiker und Librettist
- Lorenzo Lippi (1606–1665), Maler und Dichter
- Stefano della Bella (1610–1664), Zeichner und Radierer
- Anna Maria Vaiana (ca. 1610–um 1660), Malerin des Barock
- Sebastiano Mazzoni (1611–1678), Maler
- Giovanni Battista Galestruzzi (1615/18 – nach 1669), Maler und Radierer
- Carlo Dolci (1616–1686), Maler
- Anna de’ Medici (1616–1676), Gemahlin des Erzherzogs Ferdinand Karl von Österreich-Tirol und Mutter der römisch-deutschen Kaiserin Claudia Felizitas
- Leopoldo de’ Medici (1617–1675), Sohn des toskanischen Großherzogs Cosimo II.
- Pier Francesco Silvani (1619–1685), Architekt
- Vincenzo Viviani (1622–1703), Mathematiker und Physiker
- Bandino Panciatichi (1629–1718), Kardinal
- Niccolò Acciaiuoli (1630–1719), Bischof und Kurienkardinal
- Jean-Baptiste Lully (1632–1687), Komponist
- Domenico Maria Corsi (1633–1697), Bischof von Rimini und Kardinal
- Antonio Magliabechi (1633–1714), Gelehrter, Bibliophiler und Bibliothekar
- Pietro Sanmartini (1636–1700), Komponist und Organist
- Giovanni Buonaventura Viviani (1638–1692), Komponist und Violinist
- Cosimo III. de’ Medici (1642–1723), Angehöriger der Familie Medici
- Lorenzo Bellini (1643–1704), Anatom
- Carlo Marcellini (1643–1713), Bildhauer und Architekt
- Bartolomeo Bimbi (1648–1729), Maler
- Lorenzo Lorenzini (1650–1721), Mathematiker
- Clemens XII. (1652–1740), Papst
- Giovanni Battista Foggini (1652–1725), Bildhauer und Architekt
- Anton Domenico Gabbiani (1652–1726), Maler und Freskant
- Antonio Maria Salvini (1653–1729), Philologe
- Alessandro Gherardini (1655–1726), Maler
- Antonio Veracini (1659–1733), Violinist und Komponist
- Francesco Maria de’ Medici (1660–1711), Kardinal und Mäzen
- Francesco Petrucci (1660–1719), Maler und Kopist
- Ferdinando de’ Medici (1663–1713), Erbprinz der Toskana
- Antonius Baldinucci (1665–1717), Volksmissionar
- Benedetto Luti (1666–1724), Maler
- Anna Maria Luisa de’ Medici (1667–1743), Repräsentantin des Hauses Medici
- Raniero d’Elci (1670–1761), Kardinal
- Vittoria Tarquini (ca. 1670–1746), Opernsängerin (Sopran)
- Giovanni Antonio Guadagni (1674–1759), Kardinal
- Pier Antonio Micheli (1679–1737), Botaniker
- Giacomo Lanfredini (1680–1741), Kardinal
- Francesco Bartolomeo Conti (1682–1732), Lautenspieler und Komponist
- Francesco Conti (1682–1760), Maler
- Neri Maria Corsini (1685–1770), Kardinal
- Ferdinando Ruggieri (1687–1741), Architekt
- Luca Melchiore Tempi (1688–1762), Kardinal und Diplomat
- Francesco Maria Veracini (1690–1768), Violinist und Komponist
- Alessandro Galilei (1691–1737), Architekt
- Giovanni Domenico Ferretti (1692–1768), Maler
- Vincenzo Meucci (1694–1766), Maler
- Luigi Maria Torrigiani (1697–1777), Kardinal
- Ferdinando Fuga (1699–1782), Architekt

### 18. Jahrhundert
- Vittoria Tesi, gen. „la Fiorentina“ (1701–1775), berühmte Opernsängerin
- Carlo Ginori (1702–1757), Politiker und Unternehmer
- Lorenzo Ricci (1703–1775), 18. General der Societas Jesu
- Niccolò Arrighetti (1709–1767), jesuitischer Gelehrter
- Giuseppe Zocchi (1716–1767), Maler und Zeichner
- Domenico Augusto Bracci (1717–1795), Antiquar und Gemmenforscher
- Violante Ferroni (1720–wohl um 1780), Malerin des Rokoko
- Therese Vestris (1726–1808), Tänzerin
- Giovanni Battista Cipriani (1727–1785), Maler und Graveur
- Cosimo Alessandro Collini (1727–1806), Sekretär Voltaires
- Francesco Bartolozzi (1728–1815), Kupferstecher, Zeichner und Verleger
- Gaetano Vestris (1729–1808), Tänzer und Choreograf
- Antonio Sacchini (1730–1786), Komponist
- Angiolo Vestris (1730–1809), Tänzer und Schauspieler
- Gasparo Angiolini (1731–1803), Tänzer, Choreograf und Theoretiker
- George Colman der Ältere (1732–1794), englischer Schriftsteller
- Andrea Corsini (1735–1795), Kardinal
- Pietro Rossi (1738–1804), Naturwissenschaftler und Entomologe
- Rosa Hagenauer (um 1744–1786), italienisch-österreichische Malerin und Wachsmodelleurin
- Lorenzo & Tomaso Carcassi (Mitte 18. Jh.), Musikinstrumentenbauer
- Domenico Sestini (1750–1832), Numismatiker und Archäologe
- Angelo Maria d’Elci (1751–1824), Philologe
- Giovanni Fabbroni (1752–1822), Naturforscher, Ökonom, Agronom, Chemiker und Physiker
- Luigi Cherubini (1760–1842), Komponist
- Maria Cosway (1760–1838), englisch-italienische Malerin, Radiererin und Pädagogin
- Maria Theresia von Österreich (1767–1827), Erzherzogin von Österreich
- Franz II. (1768–1835), letzter Kaiser des Heiligen Römischen Reiches Deutscher Nation
- Ferdinand III. (1769–1824), Kurfürst
- Giovanni Salucci (1769–1845), Architekt
- Giuseppe Raddi (1770–1829), Botaniker
- Karl von Österreich-Teschen (1771–1847), österreichischer Feldherr
- Alexander Leopold von Österreich (1772–1795), österreichischer Erzherzog und Palatin von Ungarn
- Peter von Goëss (1774–1846), österreichischer Adeliger, Jurist und Staatsbeamter
- Joseph Anton Johann von Österreich (1776–1847), Mitglied aus dem Hause Habsburg-Lothringen
- Zenobio Maria Benucci (1779–1824), römisch-katholischer Apostolischer Vikar von Tibet-Hindustan
- Anton Viktor von Österreich (1779–1835), Erzherzog von Österreich
- Johann von Österreich (1782–1859), österreichischer Feldmarschall und deutscher Reichsverweser
- Ferdinando Minucci (1782–1856), Erzbischof von Florenz
- Leone Niccolai (1782–1857), Geistlicher
- Giuseppe Bezzuoli (1784–1855), Historien- und Porträtmaler
- Emanuele Fenzi (1784–1875), Bankier, Unternehmer und Politiker
- Ludwig von Österreich (1784–1864), österreichischer Erzherzog, General und Politiker
- Teresa Carniani (1785–1859), Dichterin und Übersetzerin
- Rudolf von Österreich (1788–1831), Erzherzog, Erzbischof und Kardinal
- Gino Capponi (1792–1876), Politiker, Historiker und Dichter
- Matteo Carcassi (1796–1853), Gitarrist und Komponist
- Leopold II. (1797–1870), Großherzog der Toskana und Erzherzog von Österreich

### 19. Jahrhundert

#### 1801 bis 1850
- Aristodemo Costoli (1803–1871), Bildhauer und Maler
- Guglielmo Libri (1803–1869), italienisch-französischer Mathematiker und Bibliophiler
- Carlo Reishammer (1806–1883), Architekt
- Eugenia Tadolini (1808–1872), Opernsängerin
- Felice Francolini (1809–1896), Ingenieur, Architekt und Kupferstecher
- Bettino Ricasoli (1809–1880), Staatsmann
- Giuseppe Poggi (1811–1901), Architekt und Stadtplaner
- Enrico Poggi (1812–1890), Politiker
- Jules Petiet (1813–1871), französischer Maschinenbauingenieur
- Ferdinando Panciatichi Ximenes d’Aragona (1813–1897), Adliger, Politiker, Botaniker, Bauherr des Castello di Sammezzano
- Marianna Barbieri-Nini (1818–1887), Opernsängerin (Sopran) und Verdi-Interpretin
- Florence Nightingale (1820–1910), Reformerin des Sanitätswesens und der Gesundheitsfürsorge
- Ferdinand Maria von Savoyen-Carignan (1822–1855), Adliger
- Stefano Ussi (1822–1901), Maler
- Karl III. (1823–1854), Herzog von Parma
- Auguste Ferdinande von Österreich (1825–1864), Erzherzogin von Österreich und Prinzessin der Toskana
- Carlo Collodi (1826–1890), Schriftsteller und Journalist
- Frederick Hamilton-Temple-Blackwood, 1. Marquess of Dufferin and Ava (1826–1902), britischer Diplomat und Staatsmann
- Marc Monnier (1827–1885), Schweizer Schriftsteller
- Juan Mochi (1831–1892), Maler
- Maria Isabella von Österreich-Toskana (1834–1901), Erzherzogin von Österreich und Prinzessin von Toskana
- Adolfo Baci (1834–1918), Komponist
- Eugenio Cecconi (1834–1888), Kirchenhistoriker und Erzbischof von Florenz
- Ettore de Champs (1835–1905), Pianist und Komponist
- Ferdinand IV. (1835–1908), Erzherzog von Österreich
- Michele Gordigiani (1835–1909), Maler
- Carlotta Patti (1835–1889), Sopranistin
- Enrico Nencioni (1837–1896), Lyriker und Literaturkritiker
- Virginia Oldoini (1837–1899), Kurtisane und Mätresse Napoléons III.
- Constance Wachtmeister (1838–1910), französisch-englische Theosophin
- Diego Martelli (1839–1896), Kunstkritiker und Mäzen
- Karl Salvator von Österreich-Toskana (1839–1892), Erzherzog von Österreich und Prinz von Toskana
- Giovanni Arcangeli (1840–1921), Botaniker
- Amalia Dupré (1842–1928), Bildhauerin
- Odoardo Beccari (1843–1920), Reisender und Botaniker
- John Sholto Douglas, 9. Marquess of Queensberry (1844–1900), schottischer Adliger
- Giuseppe Buonamici (1846–1914), Pianist, Musikpädagoge und Komponist
- Federico Andreotti (1847–1930), Maler und Illustrator
- Ludwig Salvator von Österreich-Toskana (1847–1915), Erzherzog von Österreich und Prinz von Toskana
- Robert I. (1848–1907), Herzog von Parma, Piacenza und Guastalla
- Ida Baccini (1850–1911), Schriftstellerin und Journalistin
- Pompeo Massani (1850–1920), Maler
- Luise Max-Ehrler (1850–1920), österreichische Malerin

#### 1851 bis 1900
- Pietro Baracchi (1851–1926), Astronom
- Adolfo Bartoli (1851–1896), Physiker
- Filippo Torrigiani (1851–1924), Diplomat und Politiker
- Friedrich von Hügel (1852–1925), österreichischer Katholik, religiöser Autor, Theologe und christlicher Apologet
- Johann Salvator von Österreich-Toskana (1852–?), österreichischer Erzherzog
- Guglielmo Pecori Giraldi (1856–1941), Marschall und Senator
- Raffaello Romanelli (1856–1928), Bildhauer
- John Singer Sargent (1856–1925), US-amerikanischer Porträt-Maler
- Mario Nunes Vais (1856–1932), Fotograf
- Adolfo Cipriani (1857–1941), Bildhauer
- Stella von Hohenfels-Berger (1857–1920), österreichische Schauspielerin
- Agostino Zampini (1858–1937), Sakristan des Apostolischen Palastes und Generalvikar des Papstes für die Vatikanstadt
- Medea Figner (1859–1952), russische Opernsängerin
- Natalija Keško (1859–1941), Fürstin und Königin von Serbien
- Guido Mazzoni (1859–1943), Dichter und Literaturwissenschaftler
- Umberto Serristori (1861–1941), Diplomat und Politiker im Königreich Italien
- Lazzaro Uzielli (1861–1943), Pianist und Musikpädagoge
- Carlo Chiostri (1863–1939), Künstler und Illustrator
- Bernardo Hay (1864–zwischen 1916 und 1935), britischer Maler
- Carolina Amari (1866–1942), Stickereikünstlerin und Schulleiterin
- Gino Coppedè (1866–1927), Möbeldesigner und Architekt
- Arnold Henry Savage Landor (1867–1924), Maler, Reiseschriftsteller und Forscher
- Anakreon Stamatiadis (1868–1964), griechischer Arzt, Pathologe und Esperantist
- Aurelia Josz (1869–1944), Autorin und Pädagogin
- Albert Roberval (1869–1941), kanadischer Sänger, Dirigent, Theaterleiter und Musikpädagoge
- Ugo Afferni (1871–1931), Dirigent und Komponist
- Ulisse Stacchini (1871–1947), Architekt
- Luisa Tetrazzini (1871–1940), Opernsängerin
- Carlo Dani (1873–1944), Opernsänger und Radrennfahrer
- Aldo Castellani (1874–1971), Pathologe und Bakteriologe
- Alfredo Cecchi (1875 – nach 1920), Opernsänger
- Vincenzo Lanfranchi (1875–1952), Radsportler, Motorradrennfahrer und Unternehmer
- Heinrich Leporini (1875–1964), Kunsthistoriker
- Ludwig Merzbacher (1875–1942), deutscher Psychiater
- Carlo Gatti (1876–1965), Komponist, Musikpädagoge, Musikkritiker und Musikschriftsteller
- Luigi Pontecchi (1876–1921), Bahnradsportler
- Édouard Herzen (1877–1936), belgischer Chemiker, Hochschullehrer
- Carl Sattler (1877–1966), deutscher Architekt und Hochschullehrer
- Mario Paci (1878–1946), Pianist und Dirigent
- Bruno Cicognani (1879–1971), Schriftsteller
- Maria Carmi (1880–1957), Schauspielerin
- Irene Georgii-Hildebrand (1880–1961), deutsche Bildhauerin
- Guccio Gucci (1881–1953), Unternehmer
- Kurt Hildebrandt (1881–1966), deutscher Psychiater und Philosoph
- Otho Orlando Kurz (1881–1933), deutscher Architekt
- Giovanni Papini (1881–1956), Schriftsteller
- Enrico Toselli (1883–1926), Komponist und Pianist
- Roberto Almagià (1884–1962), Geograph
- Emilio Cecchi (1884–1966), Schriftsteller, Literaturkritiker, Kunstkritiker, Drehbuchautor und Filmproduzent
- Giorgio Mannini (1884–1953), Filmregisseur
- Aldo Palazzeschi (1885–1974), Schriftsteller, Lyriker und Intellektueller
- Luigi Ferraris (1887–1915), Fußballspieler
- Oreste Muzzi (1887–1946), Schwimmer
- Alberto Magnelli (1888–1971), Künstler und Autodidakt
- Dietrich von Hildebrand (1889–1977), katholischer Philosoph und Autor
- Ildebrando Vannucci (1890–1955), Benediktiner und Abtbischof
- Dino Borgioli (1891–1960), Opernsänger
- Francesca Bertini (1892–1985), Schauspielerin
- Silpa Bhirasri (1892–1962), Vater der modernen Kunst in Thailand
- Anna Banti (1895–1985), Schriftstellerin
- Mario Castelnuovo-Tedesco (1895–1968), Komponist und Pianist
- Giorgio Piccardi (1895–1972), Chemiker
- Ottone Rosai (1895–1957), Maler
- Ines Alfani-Tellini (1896–1985), Sängerin (Sopran) und Musikpädagogin
- Rodolfo Terlizzi (1896–1971), Fechter
- Hermann Fischer (1896–1922), deutscher Maschinenbauingenieur und Attentäter
- Pietro Linari (1896–1972), Radrennfahrer
- RAM (d. i. Ruggero Alfredo Michahelles) (1898–1976), Künstler
- Arnold Kent (1899–1928), US-amerikanischer Schauspieler
- Renzo Ricci (1899–1978), Filmschauspieler, Bühnenschauspieler und Bühnenregisseur
- Roberto Ridolfi (1899–1991), Historiker
- Nello Carrara (1900–1993), Physiker
- Marisa Mori (1900–1985), Malerin
- Carlo Maria Pintacuda (1900–1971), Automobilrennfahrer

### 20. Jahrhundert

#### 1901 bis 1910
- Alberto Doria (1901–1944), Drehbuchautor und Filmregisseur
- Magda Trocmé (1901–1996), Sozialarbeiterin, Friedensaktivistin und Judenretterin
- Carlo Buti (1902–1963), Sänger
- Franz Gottwalt Fischer (1902–1960), deutscher Chemiker
- Gherardo Bosio (1903–1941), Architekt
- Orsola Nemi (1903–1985), Schriftstellerin
- Alessandro Pavolini (1903–1945), Politiker, Journalist und Buchautor
- Harold Acton (1904–1994), britischer Autor
- Giulio Razzi (1904–1976), Komponist, Dirigent und Programmdirektor öffentlicher italienischer Musik- und Rundfunkanstalten
- Riccardo Reuven Pacifici (1904–1943), Rabbiner
- Ugo Procacci (1905–1991), Kunsthistoriker, Restaurator und Hochschullehrer
- Pier Luigi Vestrini (1905–1989), Ruderer und Maler
- Renato Cenni (1906–1977), Maler, Karikaturist und Dokumentarfilmregisseur
- Giannina Marchini (1906–1976), Sprinterin und Mittelstreckenläuferin
- Pietro Tordi (1906–1990), Schauspieler
- Renzo Vestrini (1906–1976), italienisch-venezolanischer Ruderer und Maler
- Titus Burckhardt (1908–1984), Schweizer Sufiforscher
- Ugo Pignotti (1908–1989), Fechter
- Mario Luigi Ciappi (1909–1996), Kurienkardinal der römisch-katholischen Kirche
- Mario Chiari (1909–1989), Szenenbildner und Filmregisseur
- Ulf Jantzen (1909–2000), deutscher Klassischer Archäologe
- Giulio Racah (1909–1965), israelisch-italienischer Mathematiker und Physiker
- Piero Scotti (1909–1976), Automobilrennfahrer
- Gianni Franciolini (1910–1960), Filmregisseur

#### 1911 bis 1920
- Giovanni Nencioni (1911–2008), Linguist und Romanist
- Folco Lulli (1912–1970), Schauspieler
- Fosco Maraini (1912–2004), Anthropologe, Ethnologe, Schriftsteller und Fotograf
- Luigi Mariotti (1912–2004), Politiker
- Gino Bechi (1913–1993), Sänger und Schauspieler
- Giorgio Bocchino (1913–1995), Fechter
- Cesar Bresgen (1913–1988), österreichischer Komponist
- Vasco Pratolini (1913–1991), Schriftsteller und Drehbuchautor
- Federigo Melis (1914–1973), Wirtschaftshistoriker
- Tullio Pandolfini (1914–1999), Wasserballspieler
- Mario del Monaco (1915–1982), Opernsänger
- Valentino Bucchi (1916–1976), Komponist, Musikkritiker und -pädagoge
- Paolo Cavallina (1916–1986), Journalist, Schriftsteller und Filmregisseur
- Andrea Checchi (1916–1974), Schauspieler
- Franco Scaglione (1916–1993), Flugzeugingenieur und Automobildesigner
- Gigi Ballista (1918–1980), Schauspieler
- Giovanni Bianchi (1918–2003), römisch-katholischer Bischof
- Carlo Piccardi (1919–1971), Fußballspieler
- Franco Rossi (1919–2000), Filmregisseur, Drehbuchautor und Filmproduzent
- Tristano Manacorda (1920–2008), Physiker und Hochschullehrer
- Gianfranco Pandolfini (1920–1997), Wasserballspieler

#### 1921 bis 1930
- Marta Vannucci (1921–2021), brasilianische Biologin und Hochschullehrerin
- Artemio Franchi (1922–1983), Fußballfunktionär
- Margherita Hack (1922–2013), Astrophysikerin und Wissenschaftsjournalistin
- Giorgio Marinelli (1922–1993), Geologe, Petrograph und Vulkanologe
- Lorenzo Natali (1922–1989), Politiker
- Menotti Avanzolini (1923–2007), Fußballspieler
- Adriano Barlotti (1923–2008), Mathematiker
- Galeazzo Benti (1923–1993), Schauspieler
- Piero Lulli (1923–1991), Schauspieler
- Flavio Testi (1923–2014), Komponist und Musikwissenschaftler
- Franco Zeffirelli (1923–2019), Film-, Theater- und Opernregisseur
- Aldo Andreotti (1924–1980), Mathematiker
- Giovanni Sartori (1924–2017), Politikwissenschaftler und Philosoph
- Carlo Caracciolo (1925–2008), Medienunternehmer
- Nedo Fiano (1925–2020), KZ-Überlebender
- Eugenio Miccini (1925–2007), Dichter, Künstler und Essayist
- Giovanni Spadolini (1925–1994), Journalist, Historiker und Politiker
- Aldo Bassan (1926–1990), Dokumentarfilmer
- Katie Boyle (1926–2018), britische Schauspielerin und Fernsehmoderatorin
- Mario Piccioli (1926–2010), KZ-Überlebender
- Enzo Sacchi (1926–1988), Radrennfahrer
- Piero Umiliani (1926–2001), Filmmusikkomponist
- Marella Agnelli (1927–2019), Kunstsammlerin, Fotografin und Textildesignerin
- Giacomo Becattini (1927–2017), Wirtschaftswissenschaftler
- Italo Alfaro (1928–1979), Regisseur und Drehbuchautor
- Vittorio de’ Frescobaldi (* 1928), Unternehmer
- Luc Ciompi (* 1929), Professor für Psychiatrie
- Riccardo Ehrman (1929–2021), Journalist
- Oriana Fallaci (1929–2006), Journalistin und Schriftstellerin
- Carlo Peretti (1930–2018), Wasserballspieler

#### 1931 bis 1940
- Sylvano Bussotti (1931–2021), Komponist und Künstler
- Nicola Caracciolo (1931–2020), Journalist und Dokumentarfilmer
- Giuliano Cenci (1931–2018), Trickfilmzeichner
- Lamberto Dini (* 1931), Politiker
- Carla Lonzi (1931–1982), Kunstkritikerin, feministische Aktivistin und Theoretikerin
- Massimo Sarchielli (1931–2010), Filmschauspieler, Filmregisseur und Künstler
- Giovanni Jona-Lasinio (* 1932), Physiker
- Maurizio Lucidi (1932–2005), Filmregisseur und Filmeditor
- Marina Malfatti (1933–2016), Schauspielerin
- Richard Rogers (1933–2021), britischer Architekt
- Raffaele Maiello (1934–2013), Regisseur
- Ilaria Occhini (1934–2019), Schauspielerin
- Carlo Casini (1935–2020), Politiker
- Roberto Patrignani (1935–2008), Motorradrennfahrer, Journalist, Schriftsteller und Abenteurer
- Luigi Naviglio (1936–2001), Science-Fiction-Autor
- Dianora Niccolini (* 1936), italo-amerikanische Fotografin
- Gian Pietro Calasso (1937–2023), Theater- und Fernsehregisseur sowie Drehbuchautor
- Paolo Galletti (1937–2015), Schwimmer
- Michelangelo Riccardo Maria Tiribilli (1937–2025), Abt
- Piero Antinori (* 1938), Wein-Patron
- Andrea Branzi (1938–2023), Architekt und Designer
- Nino Filastò (1938–2021), Schriftsteller und Rechtsanwalt
- Gianni Lonzi (* 1938), Wasserballspieler
- Marcelo Angiolo Melani (1938–2021), Ordensgeistlicher und römisch-katholischer Bischof von Neuquén
- Tiziano Terzani (1938–2004), Journalist und Schriftsteller
- Maurizio Nannucci (* 1939), Künstler
- Franco Pacini (1939–2012), Astrophysiker
- Brunello Spinelli (1939–2018), Wasserballspieler
- Carlo Storai (1939–2018), Radrennfahrer
- Giancarlo Bigazzi (1940–2012), Liedkomponist und -autor
- Franco Cardini (* 1940), Historiker
- Roberto Cavalli (1940–2024), Modeschöpfer und Designer
- Lorella De Luca (1940–2014), Schauspielerin
- Enrico Giusti (1940–2024), Mathematiker
- Roberto Innocenti (* 1940), Illustrator und Autor
- Franco Pratesi (* 1940), Professor für Materialwissenschaft und Spieleforscher

#### 1941 bis 1950
- Roberto Calasso (1941–2021), Essayist
- Gilberto Corretti (1941–2023), Architekt und Designer
- George Pan Cosmatos (1941–2005), griechischer Filmregisseur
- Roberto Poggiali (* 1941), Radrennfahrer
- Vittorio Cecchi Gori (* 1942), Filmproduzent
- Gabriele Veneziano (* 1942), Physiker
- Donatella Mazzoleni (* 1943), Architektin, Architekturtheoretikerin, Autorin und Hochschullehrerin
- Amadeus von Savoyen (1943–2021), Unternehmer
- Andrea Bellosi (* 1944), Industriedesigner und Restaurator
- Andrea Frazzi (1944–2006), Theater-, Fernseh- und Filmregisseurin
- Antonio Frazzi (* 1944), Theater-, Fernseh- und Filmregisseur
- Normanno Locci (* 1944), Maler
- Guido Bastianini (* 1945), Papyrologe und Altphilologe
- Sandro Chia (* 1946), italienisch-US-amerikanischer Künstler
- Riccardo Francovich (1946–2007), Mittelalterarchäologe
- Sergio Mariotti (* 1946), Schachspieler
- Alberto Alberani (* 1947), Wasserballspieler
- Paolo Bizzeti SJ (* 1947), katholischer Bischof
- Angiola Janigro (* 1947), Theater- und Filmregisseurin und Drehbuchautorin
- Andrea Milani Comparetti (1948–2018), Mathematiker und Astronom
- Maurizio Gucci (1948–1995), Unternehmer
- Daniel Vogelmann (* 1948), Verleger und Lyriker
- Marco Colli (* 1950), Film- und Fernsehregisseur sowie Drehbuchautor
- Luca Giuliani (* 1950), italo-deutscher Klassischer Archäologe
- Gianni De Magistris (* 1950), Wasserballspielerin
- Daria Nicolodi (1950–2020), Schauspielerin und Drehbuchautorin
- Anna Sarfatti (* 1950), Lehrerin und Kinderbuchautorin sowie Übersetzerin

#### 1951 bis 1960
- Alberto Brandi (* 1951), Chemiker
- Ugo Bardi (* 1952), Chemiker
- Baldovino Dassu (* 1952), Profigolfer
- Michele Sarfatti (* 1952), Historiker
- Marco Montelatici (* 1953), Kugelstoßer
- Umberto Panerai (* 1953), Wasserballspieler
- Barbara Casini (* 1954), Jazzmusikerin
- Riccardo De Magistris (* 1954), Wasserballspielerin
- Cinzia Th. Torrini (* 1954), Regisseurin und Drehbuchautorin
- Francesco Bonami (* 1955), Kunstkritiker und Kurator
- Leonardo Domenici (* 1955), Politiker
- Lorenzo Bini Smaghi (* 1956), Wirtschaftswissenschaftler
- Piergiuseppe Perazzini (* 1956), Automobilrennfahrer
- David Sassoli (1956–2022), Politiker, Präsident des EU-Parlaments
- Camilla Brunelli (* 1957), Historikerin und Germanistin
- Nicola Labanca (* 1957), Historiker
- Vanna Bonta (1958–2014), US-amerikanische Schriftstellerin und Filmschauspielerin
- Ernesto De Pascale (1958–2011), Musikjournalist, Bluesrockmusiker und Musikproduzent
- Antonio Di Gennaro (* 1958), Fußballspieler und -trainer
- Alessandro Andrei (* 1959), Kugelstoßer
- Stefano Manetti (* 1959), Bischof von Fiesole
- Claudio Maniago (* 1959), Erzbischof von Catanzaro-Squillace
- Angelo Scuri (* 1959), Fechter
- Sandro Veronesi (* 1959), Schriftsteller
- Andrea Bellandi (* 1960), römisch-katholischer Geistlicher, Erzbischof von Salerno-Campagna-Acerno
- Giovanni Paccosi (* 1960), römisch-katholischer Geistlicher, Bischof von San Miniato

#### 1961 bis 1970
- Carlo Conti (* 1961), Moderator
- Mike Francis (1961–2009), Sänger und Komponist
- Domenico Costanzo (* 1962), Filmregisseur und -schaffender
- Elena Sofia Ricci (* 1962), Theater- und Filmschauspielerin
- Roberta Sessoli (* 1963), Chemikerin und Hochschullehrerin
- Franco Ballerini (1964–2010), Radrennfahrer
- Marco Masini (* 1964), Musiker
- Gregorio Nardi (* 1964), Pianist und Musikwissenschaftler
- Paolo Vallesi (* 1964), Sänger und Liedermacher
- Giacomo Di Benedetto (* 1966), Jazz- und Popsänger
- Daniele Balli (* 1967), Fußballtorhüter
- Alessandro Gramigni (* 1968), Motorradrennfahrer
- Gloria Marconi (* 1968), Langstreckenläuferin
- Irene Grandi (* 1969), Sängerin, Komponistin und Filmschauspielerin
- Annalisa Ciampi (* 1970), Juristin, Hochschullehrerin, UN-Sonderberichterstatterin
- Francesco Casagrande (* 1970), Radrennfahrer
- Paul Seidel (* 1970), Mathematiker

#### 1971 bis 1980
- Benedetta Ciardi (* 1971), Wissenschaftlerin
- Luigi Falorni (* 1971), Filmregisseur, Autor, Kameramann und Produzent
- Alessandra Ammara (* 1972), Pianistin
- Roberto Guerra (* 1972), Schauspieler
- Filippo Casagrande (* 1973), Radrennfahrer
- Rose McGowan (* 1973), US-amerikanische Schauspielerin
- Gianluca Rocchi (* 1973), Fußballschiedsrichter
- Maurizio Checcucci (* 1974), Sprinter
- Francesco Flachi (* 1975), Fußballspieler
- Nico Gori (* 1975), Jazzmusiker
- Matteo Renzi (* 1975), Politiker
- Carlo Scardino (* 1975), Schweizer Klassischer Philologe und Arabist
- Leonardo Scarselli (* 1975), Radrennfahrer
- Lorenzo Stovini (* 1976), Fußballspieler
- Luca Vigiani (* 1976), Fußballspieler und -trainer
- Luca Tognozzi (* 1977), Fußballspieler
- Alba Rohrwacher (* 1979), Schauspielerin
- Filippo Carlà-Uhink (* 1980), Althistoriker

#### 1981 bis 1990
- Vittoria Puccini (* 1981), Schauspielerin
- Tommaso Berni (* 1983), Fußballtorhüter
- Marco Biagianti (* 1984), Fußballspieler
- Emma Marrone (* 1984), Popsängerin
- Martina Stella (* 1984), Filmschauspielerin und Fotomodell
- Diana Winter (* 1985), österreichisch-italienische Musikerin
- Chiara Chiti (* 1987), Schauspielerin
- Alia Guagni (* 1987), Fußballspielerin
- Andrea Lalli (* 1987), Langstreckenläufer
- Francesco Fossi (* 1988), Ruderer
- Matteo Trevisan (* 1989), Tennisspieler
- Rachele Bruni (* 1990), Schwimmerin
- Lorenzo Tonelli (* 1990), Fußballspieler

#### 1991 bis 2000
- Giorgio Cantarini (* 1992), Schauspieler
- Alessandro Lanzoni (* 1992), Jazzmusiker
- Cristiano Piccini (* 1992), Fußballspieler
- Gaia Sanesi (* 1992), Tennisspielerin
- Martina Trevisan (* 1993), Tennisspielerin
- Fabio Turchi (* 1993), Boxer
- Jami Rafati (* 1994), Fußballspieler
- Lorenzo Zazzeri (* 1994), Schwimmer
- Filippo Bandinelli (* 1995), Fußballspieler
- Gabriele Rossetti (* 1995), Sportschütze
- Francesco Bruni (* 1996), Schauspieler
- Ginevra Taddeucci (* 1997), Schwimmerin
- Leonardo Deplano (* 1999), Schwimmer
- Desiree Di Benedetto (* 2000), Schachspielerin

### 21. Jahrhundert

#### Ab 2001
- Flavio Cobolli (* 2002), Tennisspieler
- Mirko Gennai (* 2003), Motorradrennfahrer

## Bekannte Einwohner von Florenz
- Masaccio (1401–1428), Maler

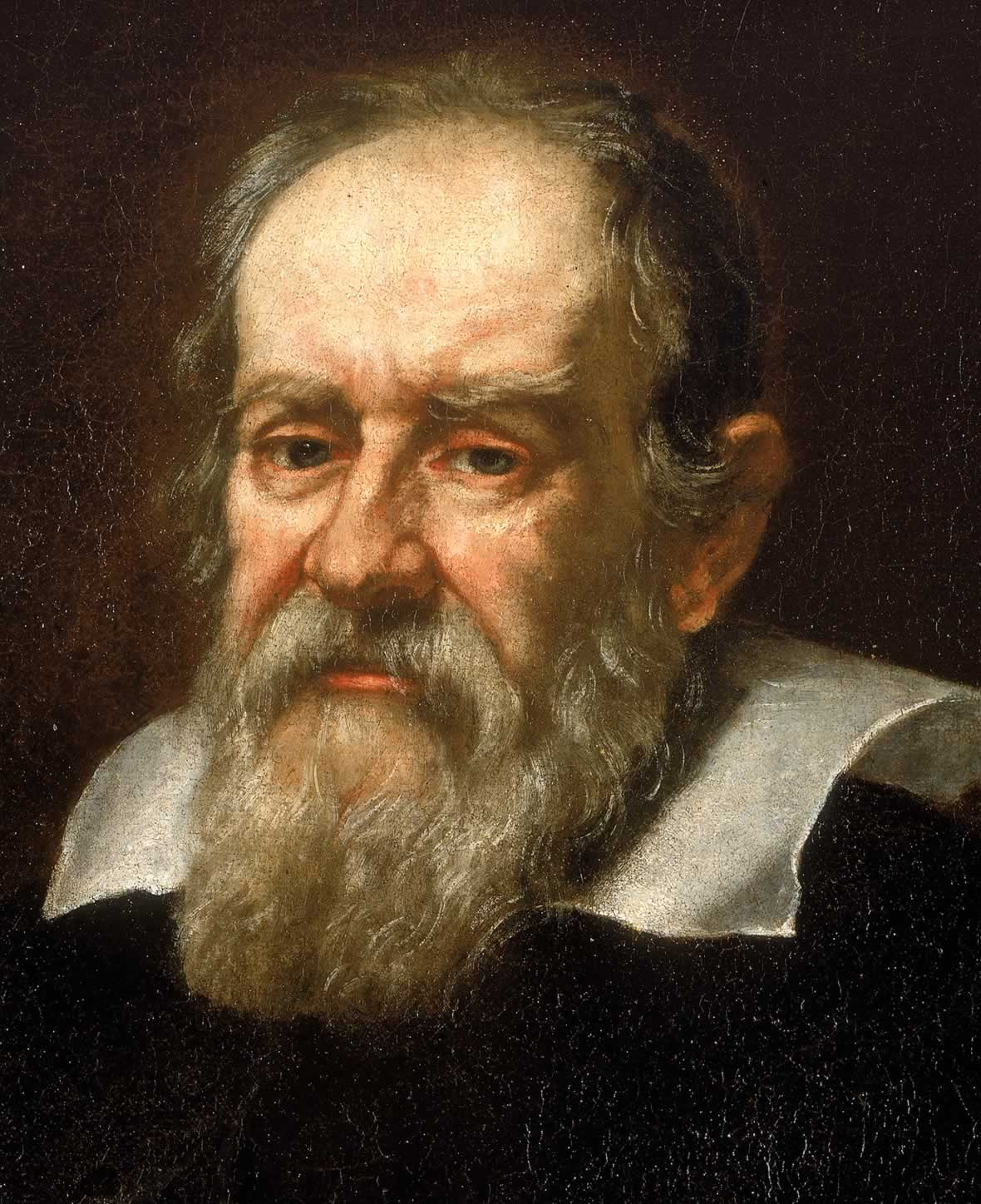
Galileo Galilei

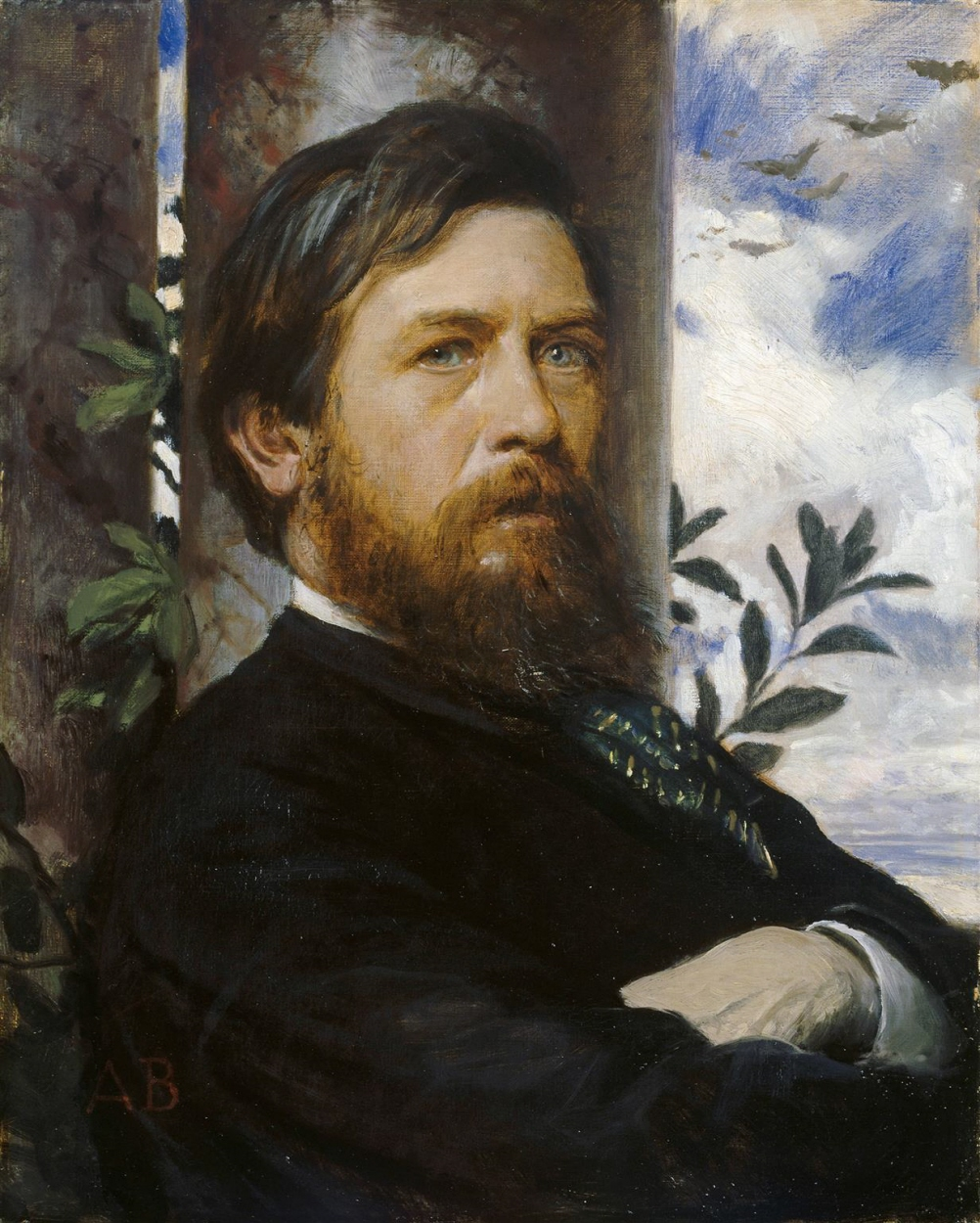
Arnold Böcklin

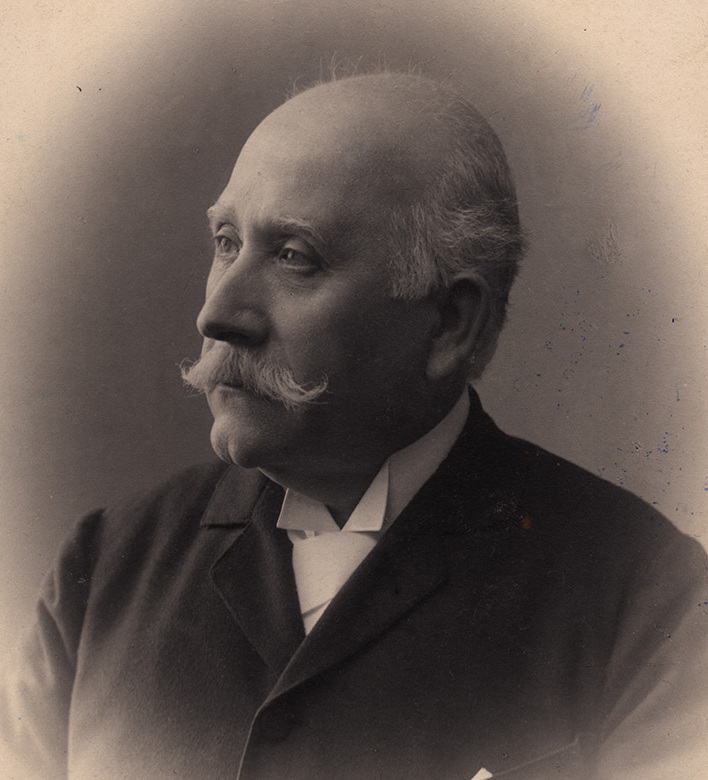
Luigi Capuana

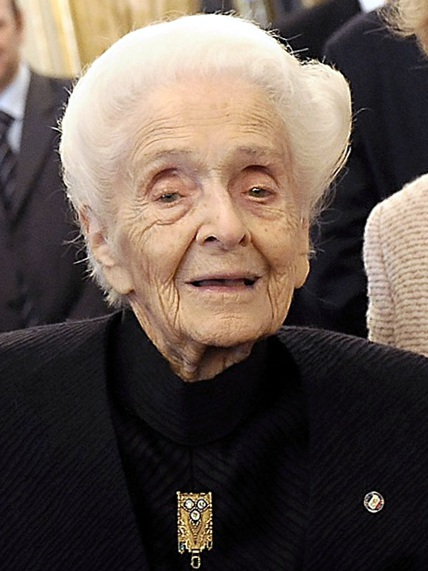
Rita Levi-Montalcini

- Giuliano Dati (um 1445–1524), Theologe und Dichter
- Andrea del Sarto (1486–1530), Maler
- Michelangelo (1475–1564), Maler, Bildhauer, Architekt und Dichter
- Niccolò Soggi (um 1480–?), Maler
- Peter Candid (um 1548–1628), flämischer Maler und Grafiker
- Jacopo Peri (1561–1633), Komponist
- Galileo Galilei (1564–1642), Philosoph, Mathematiker, Physiker und Astronom
- Francesco Carletti (1573–1636), Kaufmann, Reisender und Chronist
- Valentino Siani (1595–1672), Geigenbauer
- Luca Giordano (1634–1705), Maler und Radierer
- Pietro Guerrini (1651–1716), Zeichner, Techniker und Spion
- Horace Mann, 1. Baronet (1706–1786), Botschafter Großbritanniens in Florenz
- Johann Georg Hasenöhrl (1729–1796), österreichischer Mediziner, Protomedicus des Großherzogtums Toskana, Leibarzt des Großherzogs
- Johann Zoffany (1733–1810), britischer Maler
- Domenico Cimarosa (1749–1801), Komponist
- Nikolai Nikititsch Demidow (1773–1828), russischer Industrieller
- Maximilian Josef Leidesdorf (1787–1840), österreichischer Komponist und Musikverleger
- Gaspar Betancourt Cisneros (1803–1866), kubanischer Unternehmer und Autor
- Luigi Ferdinando Casamorata (1807–1881), Komponist, Musikwissenschaftler und Musikkritiker
- Frederick Tennyson (1807–1898), englischer Schriftsteller
- Cristoforo Negri (1809–1896), Politiker, Diplomat und Geograph
- Anatole Demidoff di San Donato (1813–1870), russischer Großindustrieller
- Oswald von Fabrice (1820–1898), sächsischer Staatsbeamter
- Arnold Böcklin (1827–1901), Schweizer Maler, Zeichner, Grafiker und Bildhauer
- Charles Edward Mansfield (1828–1907), britischer Diplomat
- Launt Thompson (1833–1894), britisch-US-amerikanischer Bildhauer
- Hugo Schiff (1834–1915), deutscher Chemiker
- Alessandro D’Ancona (1835–1914), Literarhistoriker
- Larkin Goldsmith Mead (1835–1910), US-amerikanischer Bildhauer
- Luigi Capuana (1839–1915), Schriftsteller
- Salvatore Albano (1841–1893), Bildhauer
- Karl Hilgers (1844–1925), deutscher Bildhauer
- Ernestina Paper (1846–1926), Ärztin
- Alexander Mackenzie (1847–1935), schottischer Komponist und Dirigent
- Ettore Ximenes (1855–1926), Bildhauer
- Blandine Gravina (1863–1941), Tochter von Cosima Wagner und Hans von Bülow sowie Enkelin von Franz Liszt
- Irene Forbes-Mosse (1864–1946), deutsche Schriftstellerin
- Charles Loeser (1864–1928), US-amerikanischer Kunsthistoriker und -sammler
- Jens Thiis (1870–1942), norwegischer Kunsthistoriker und Museumsdirektor, Ehrenbürger von Florenz
- Wilhelm Hummel (1872–1939), Schweizer Maler, Zeichner und Grafiker
- Giovanni Gentile (1875–1944), Philosoph und faschistischer Politiker
- Otto Hettner (1875–1931), deutscher Maler, Grafiker, Bildhauer und Professor
- Arnold Rechberg (1879–1947), deutscher Unternehmer, Bildhauer und politischer Publizist
- Giovanni Amendola (1882–1926), Journalist und Politiker
- Hermann von Boetticher (1887–1941), deutscher Schriftsteller und Dramaturg
- Max Krell (1887–1962), deutscher Autor und Lektor
- Violet Trefusis (1894–1972), britische Schriftstellerin
- Gerhard Wolf (1896–1971), Konsul
- Carlo Rosselli (1899–1937), Politiker, Historiker und Publizist
- Kressmann Taylor (1903–1996), US-amerikanische Schriftstellerin
- Nic. Stang (1908–1971), norwegischer klassischer Philologe und Kunsthistoriker
- Rita Levi-Montalcini (1909–2012), Neurologin, Neurobiologin und Nobelpreisträgerin
- David Diamond (1915–2005), US-amerikanischer Komponist
- Paul Mersmann der Jüngere (1929–2017), deutscher Bildhauer, Maler und Schriftsteller
- Sandro Del-Prête (* 1937), Schweizer Maler
- Birgit Pausch (* 1942), Maler
- Magdalen Nabb (1947–2007), britische Krimischriftstellerin
- Tristan Honsinger (1949–2023), US-amerikanischer Free-Jazz-Cellist
- András Schiff (* 1953), ungarischer Pianist und Dirigent
- Silvio Bandinelli (* 1954), Filmregisseur
- Bettina Hoffmann (* 1959), deutsche Gambistin, Barockcellistin und Musikwissenschaftlerin
- Daniela Trixl (* 1974), deutsche Künstlerin
- Verena Stenke (* 1981), Performance- und Videokünstlerin